# Abarth 500

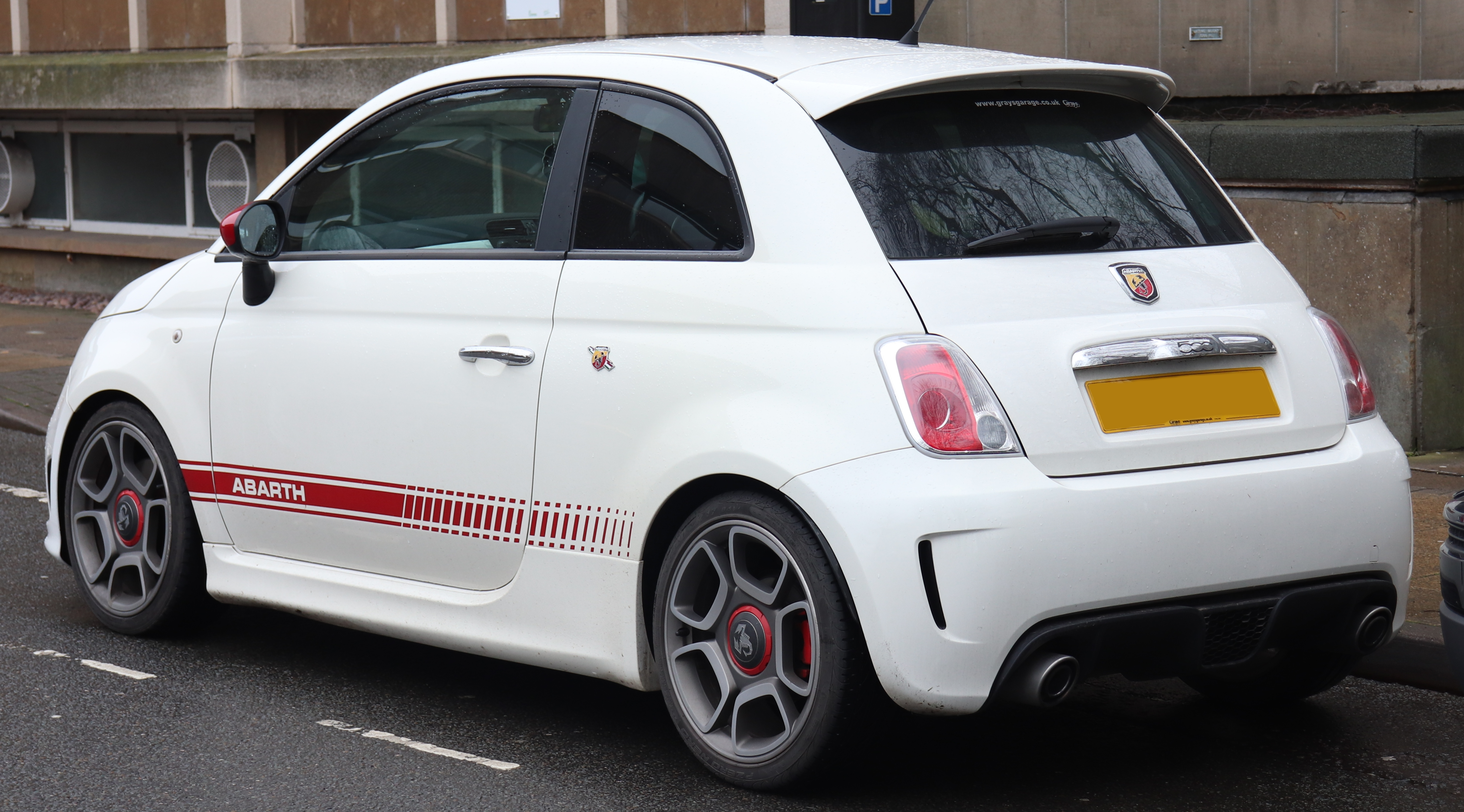
Fiat 500 Abarth arrière

L'Abarth 500 est une automobile sportive du constructeur automobile italien Abarth basée sur la Fiat 500 à partir de 2008. Une deuxième génération électrique est lancée en 2023.

## Première génération (2008-)

### Histoire

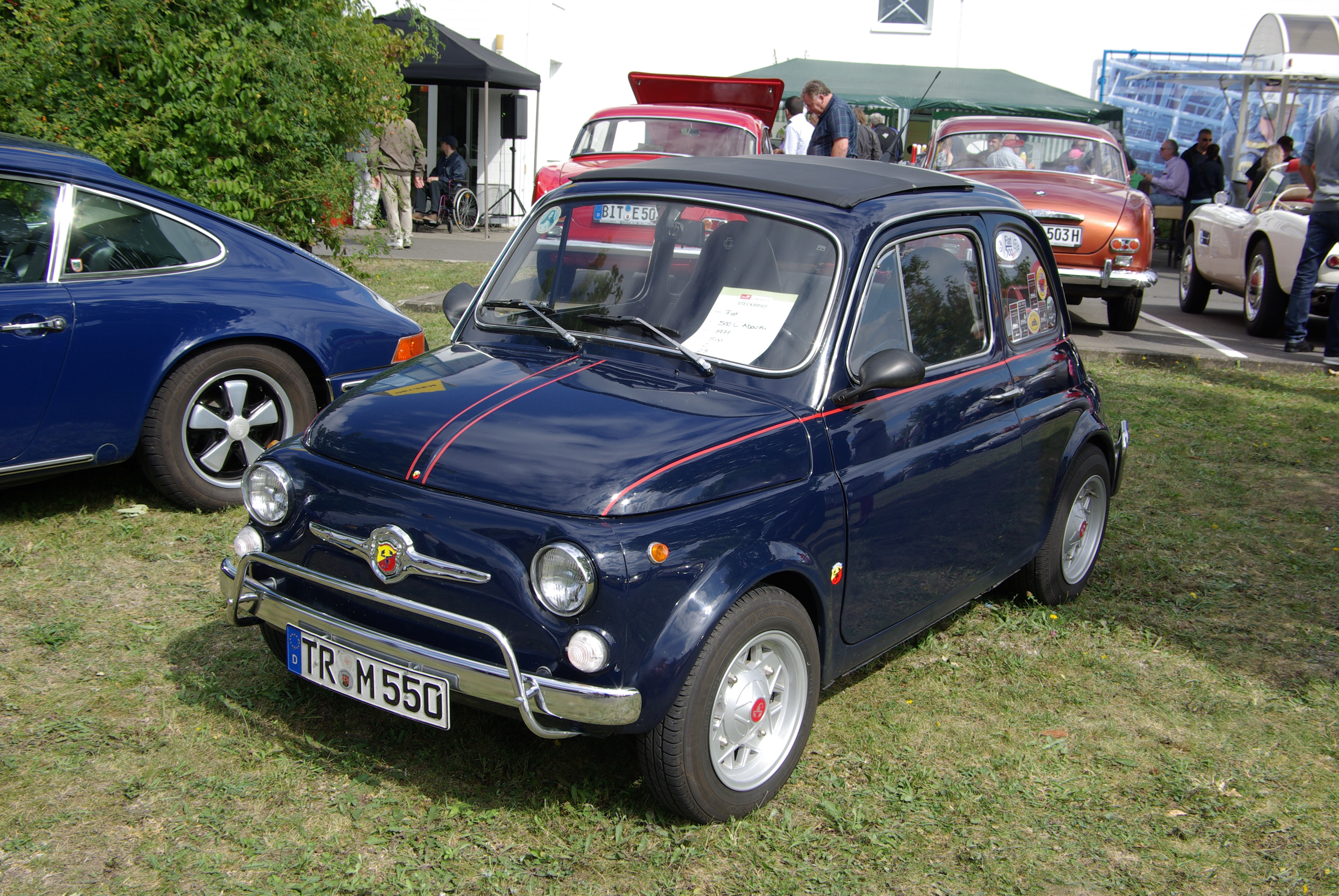
Abarth 500 de 1957

La version de base de la Fiat 500 est présentée au public le 4 juillet 2007, cinquante ans après son illustre devancière dont le « magicien » Carlo Abarth avait élaboré les fameuses versions sportives qui ont fait sa renommée.
La version sportive de la nouvelle Fiat 500 est dévoilée à l'occasion de l'inauguration du nouveau site de la société Abarth, l'ex-atelier 83 de l'usine Fiat-Mirafiori. Le lancement officiel interviendra lors du salon de l'automobile de Genève en mars 2008.
L'Abarth 500 se différencie du modèle Fiat de base sur de nombreux aspects mécaniques et de carrosserie.

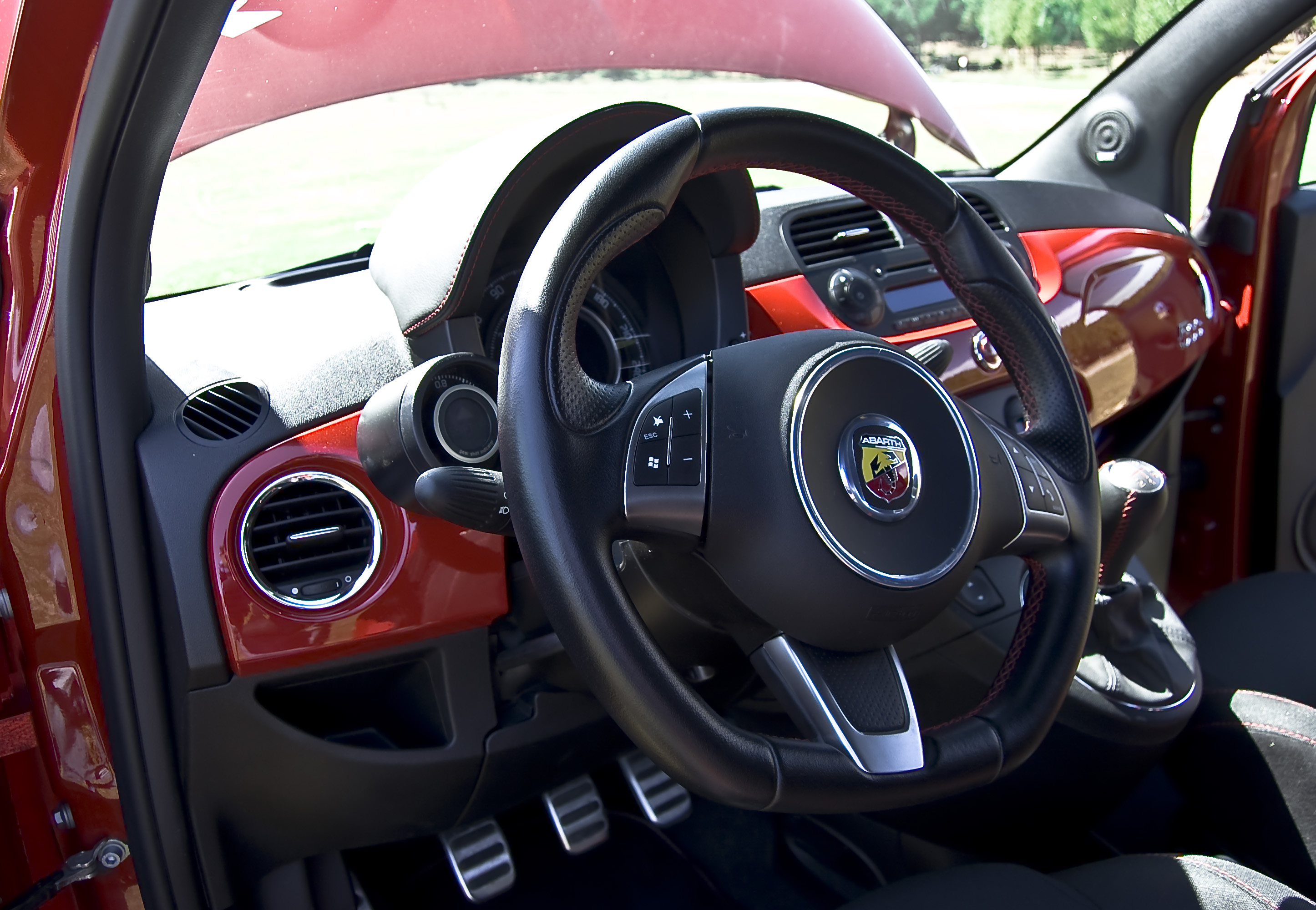
Intérieur de l'Abarth 500 version boîte manuelle

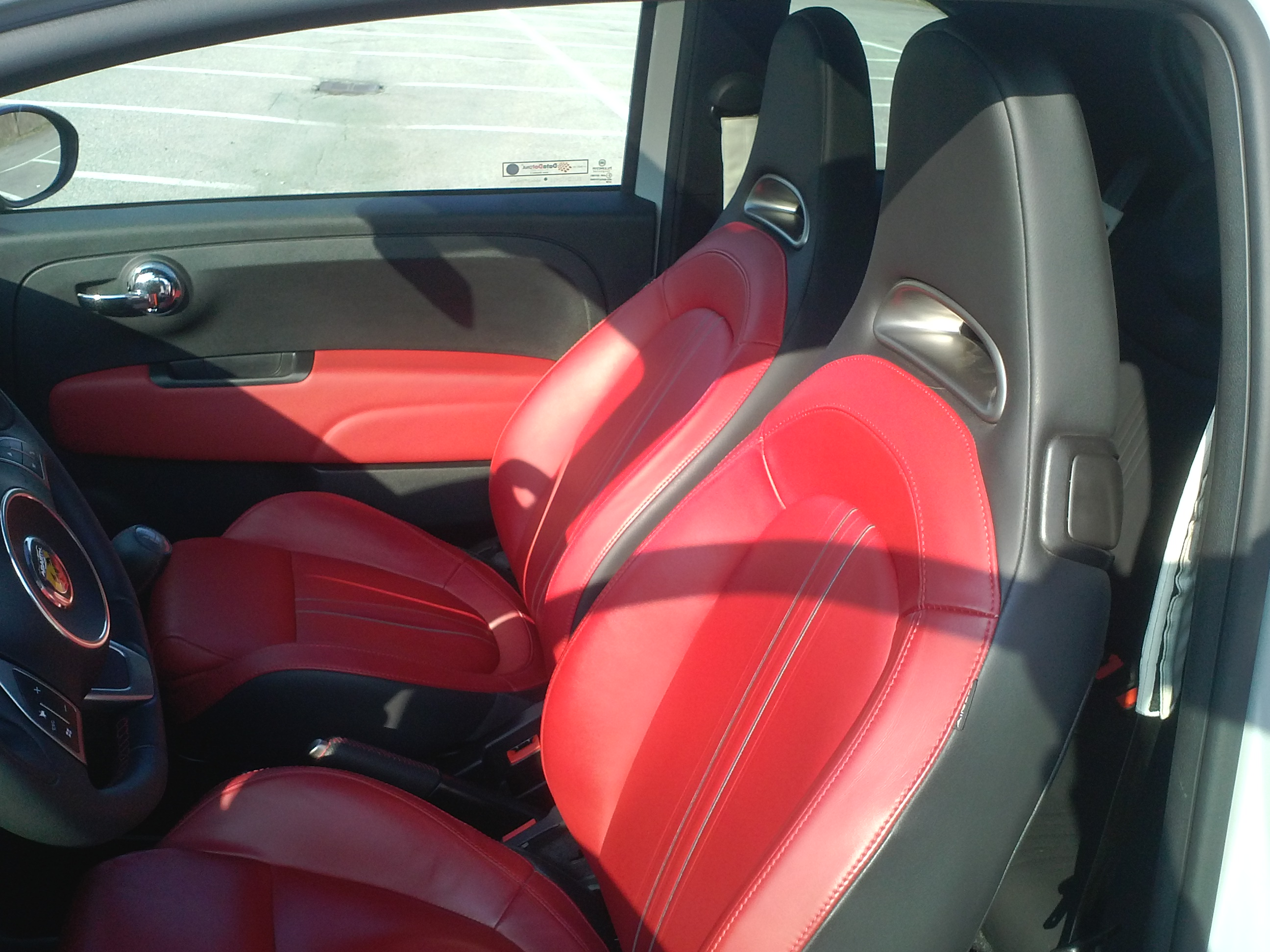
Sellerie en cuir rouge avec appuie-tête intégré

Les parechocs, les jupes latérales et le spoiler arrière sont des éléments spécifiques à la version Abarth. La prise d'air à l'avant est beaucoup plus importante et est complétée par deux prises plus petites pour les deux intercoolers.
Le parechocs avant est bombé pour couvrir la turbine de suralimentation, ce qui rallonge la voiture de 11,9 cm. Le pare-chocs arrière présente une sortie d'air centrale et les deux tuyaux d'échappement séparés.
La garde au sol a été abaissée et le châssis raidi pour bénéficier du schéma de suspensions de la version de base avec des triangles MacPherson à l'avant et un essieu de torsion à l'arrière, le tout complété par des barres antiroulis sur les deux essieux. Les jantes peuvent être, au choix, des 16 ou 17 pouces.
Comme c'est le cas pour les grandes sœurs de la 500, les Fiat Abarth Grande Punto et Punto Evo, la voiture est commercialisée en plusieurs versions avec des puissances différentes. De plus, comme cela est une tradition de la marque, le client peut à tout moment compléter sa voiture à l'aide de kits complémentaires.

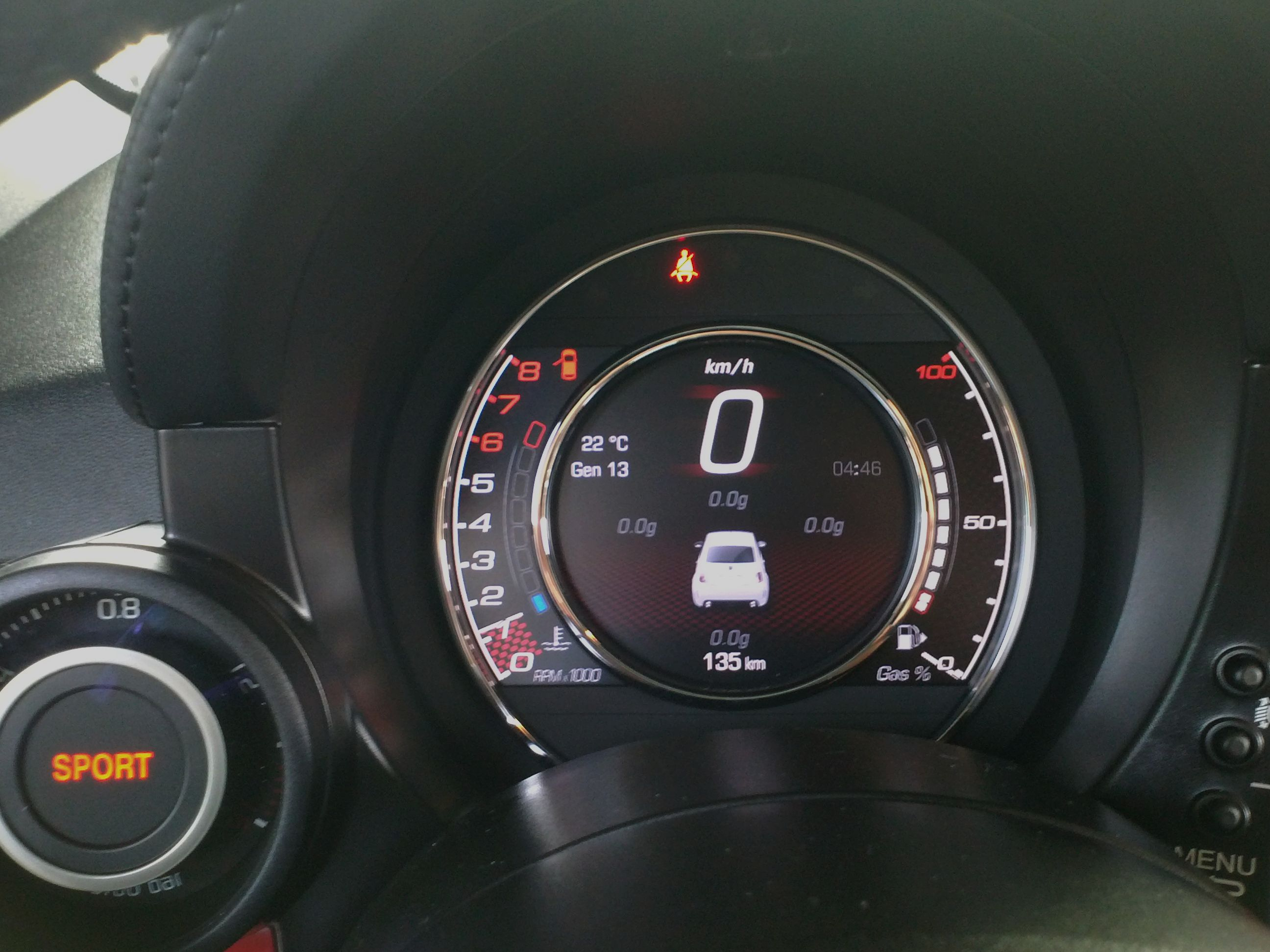
Nouvelle instrumentation digitale sur le modèle « My 2014 »

La voiture a reçu quelques modifications avec le lancement des versions Model Year 2014 qui bénéficient de nouvelles teintes de carrosserie, équipements de série et l'adoption d'un tableau de bord avec instrumentation digitale TFT de 18 cm, produit par Magneti Marelli.

#### Production
La production de la 500 Abarth est répartie sur deux sites :
- marchés d'Europe, Afrique et Asie : Tichy en Pologne pour le montage des voitures et Turin pour la fabrication des moteurs ;
- marchés d'Amérique du Nord et du Sud : Toluca au Mexique pour le montage des voitures et Michigan aux États-Unis pour la fabrication des moteurs.

L'usine de Turin élabore les sept versions particulières de moteurs destinés aux marchés européens essentiellement alors que la version « américaine » ne comporte qu'un seul moteur : Fiat 1.4 T-Jet de 1 368 cm3 développant 119 kW ou 160 ch SAE accouplé aux mêmes boîtes de vitesses mécanique cinq rapports ou automatique MTA que les modèles européens.

### Abarth 500

#### Abarth 500 Custom
Le modèle de base qui, depuis 2013 est officiellement appelé « Custom », est commercialisé depuis le mois de juillet 2008 (novembre 2008 pour la version esseesse) avec le moteur Fiat 4-cylindres surralimenté Euro 5, le fameux 1.4 Tjet de 1 368 cm3, seize soupapes développant 135 ch à 5 750 tr/min avec un couple de 206 N m à 3 000 tr/min en fonctionnement « Sport » et de 180 N m à 2 000 tr/min en fonctionnement « Normal ».
La voiture dispose en outre du système électronique TTC (Torque Transfer Control) qui utilise les mêmes capteurs que l'ESP pour répartir le couple sur la roue avant disposant de la meilleure traction en courbe, faisant fonction de différentiel autoblocant (comme le Q2 System Alfa Romeo). Ce système sophistiqué agit directement sur le contrôle de la traction.
Parmi les équipements de série, on trouve le manomètre du turbocompresseur dans un compteur indépendant et le GSI (Gear Shift Indicator) qui indique au pilote le meilleur moment pour changer de vitesse pour maintenir une prestation optimale lorsque l'on utilise la fonction « Sport » ou une consommation réduite avec la fonction « Normal ».
La sellerie de série comprend les sièges sportifs à l'avant avec appuie-têtes intégrés, un volant sport et le pommeau de vitesse en cuir. Les jantes sont en alliage de 16" avec des pneumatiques 195/45 et les freins comportent des disques ventilés à l'avant Ø 284 × 22 mm, et Ø 240 × 11 mm à l'arrière. Une boîte de vitesses automatique séquentielle est disponible en option avec les commandes MTA (Manual Trasmission Automated) au volant. La vitesse maximale déclarée est de 205 km/h avec une accélération de 0 à 100 km/h en 7,9 s (8,1 s avec la boîte MTA).

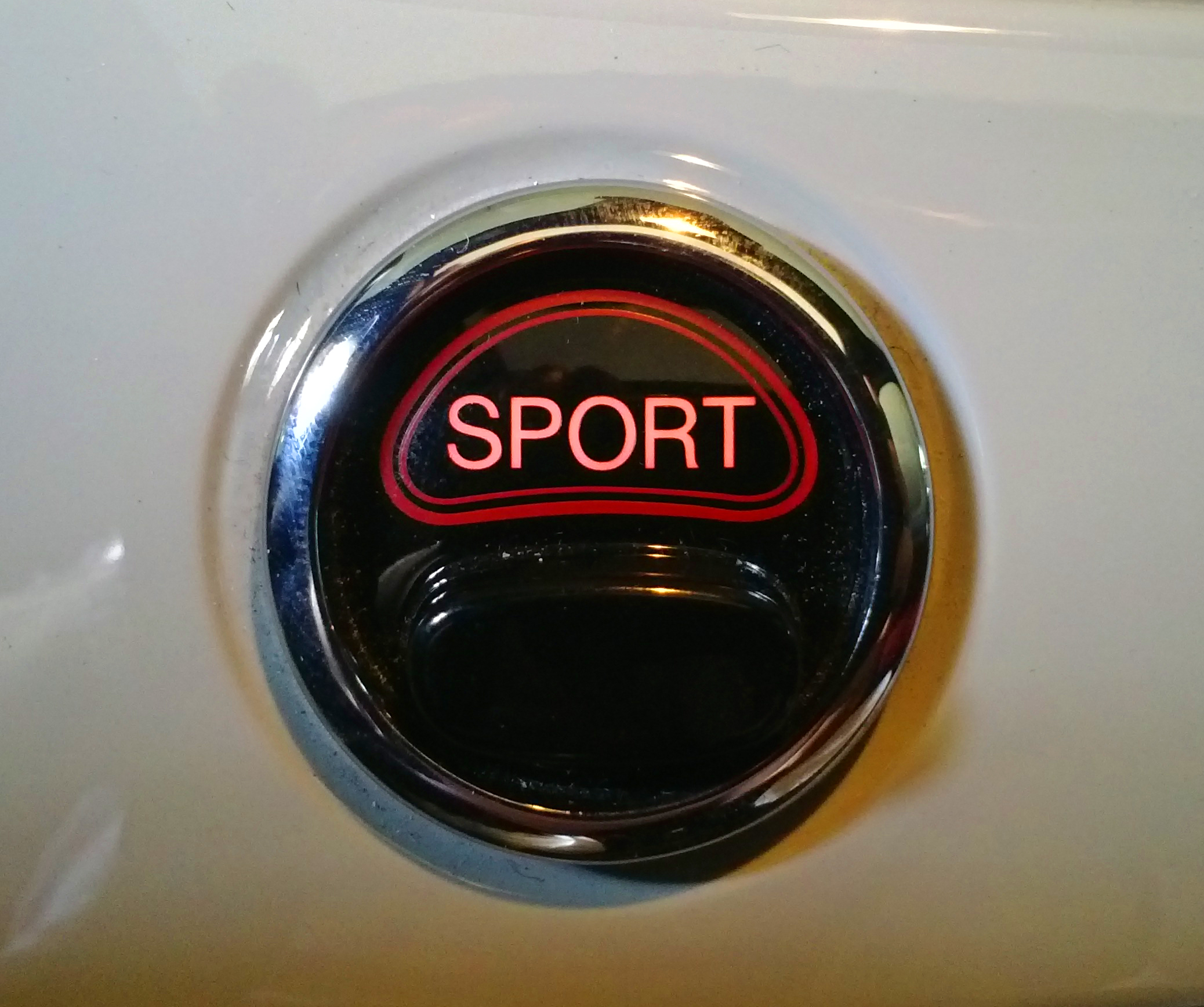
Le bouton « Sport »
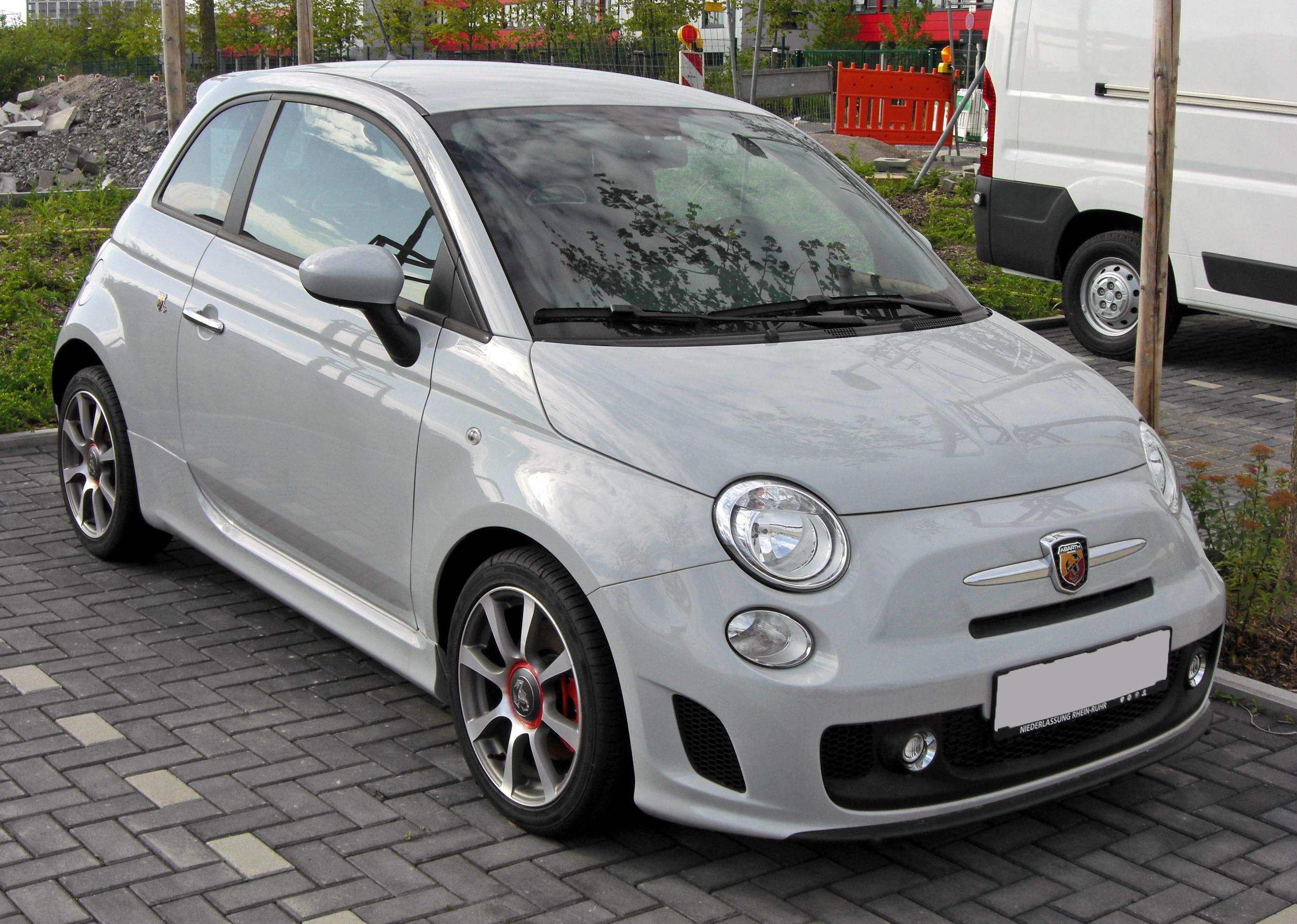
La 500 Abarth version de base en Grigio Campovolo avec des jantes de 16"
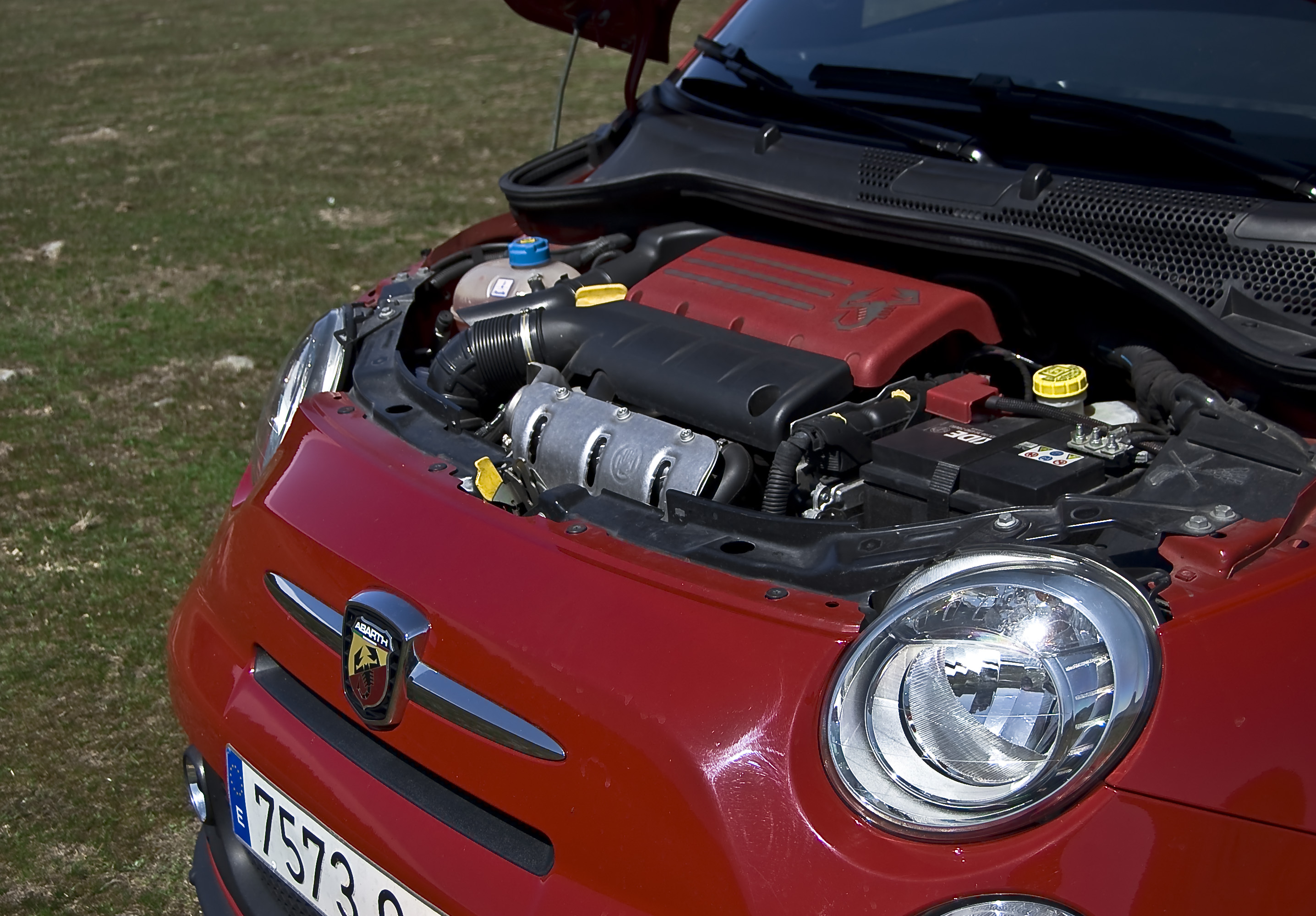
Le compartiment moteur
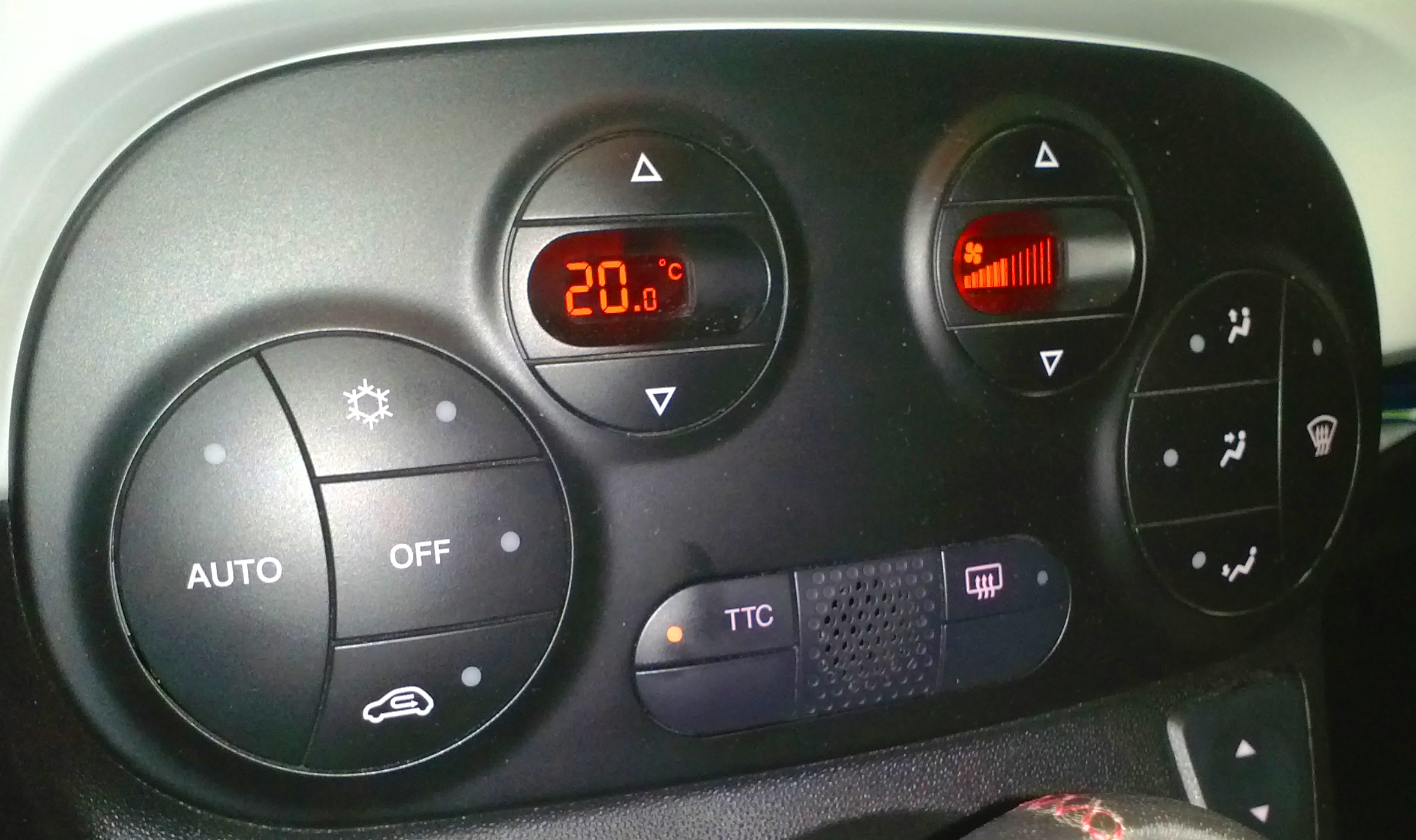
Tableau de bord : la climatisation automatique et en bas au centre le bouton Torque Transfer Control
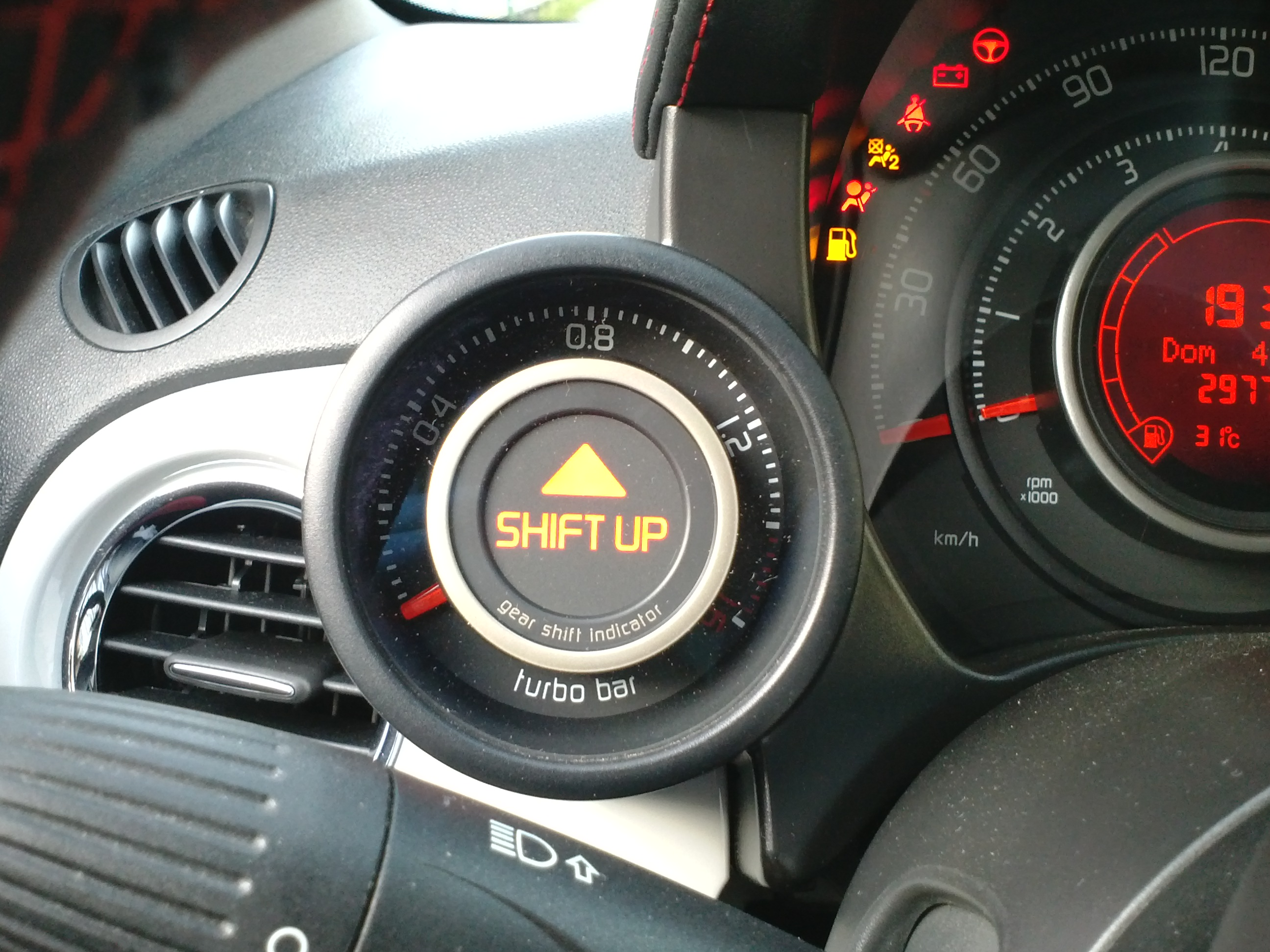
Détail du G.S.I. (Gear Shift Indicator) placé au centre du manomètre de la turbine

#### Abarth 500 esseesse

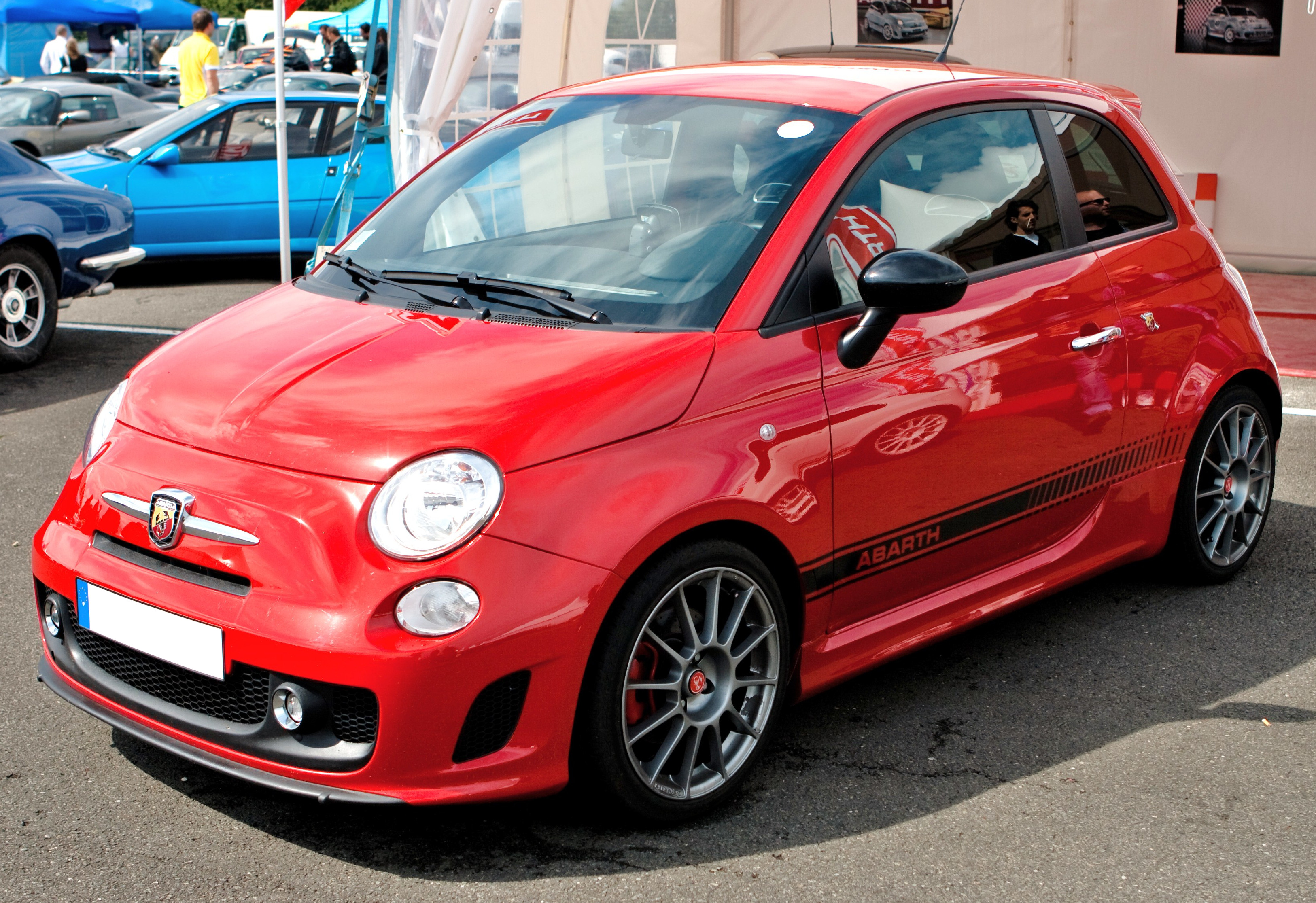
Une 500 Abarth essesse avec des jantes Titane

Le Kit esseesse est installé par les ateliers et concessionnaires Abarth qui garantissent une nouvelle homologation et la mise à jour du certificat d'immatriculation. L'élaboration comprend une augmentation de la puissance du moteur à 160 ch, ainsi qu'un couple maximal porté à 230 N m. Les suspensions sont modifiées avec le remplacement des ressorts de série par des ressorts Eibach surbaissés, le freinage est également revu avec des disques ventilés plus grands Ø 284 × 22 mm à l'avant et Ø 240 × 11 mm à l'arrière, des plaquettes Brembo HP1000 spéciales hautes prestations, un filtre à air sportif et des jantes en alliage de 17" Titane ou Blanc équipées de pneumatiques Pirelli PZero 205/40.
Le Kit esseesse est remplacé par les Kit esseesse Koni, Kit Abarth Elaborazione 595 et Kit Abarth 695 Brembo Koni,.

#### Abarth 500 esseesse Koni

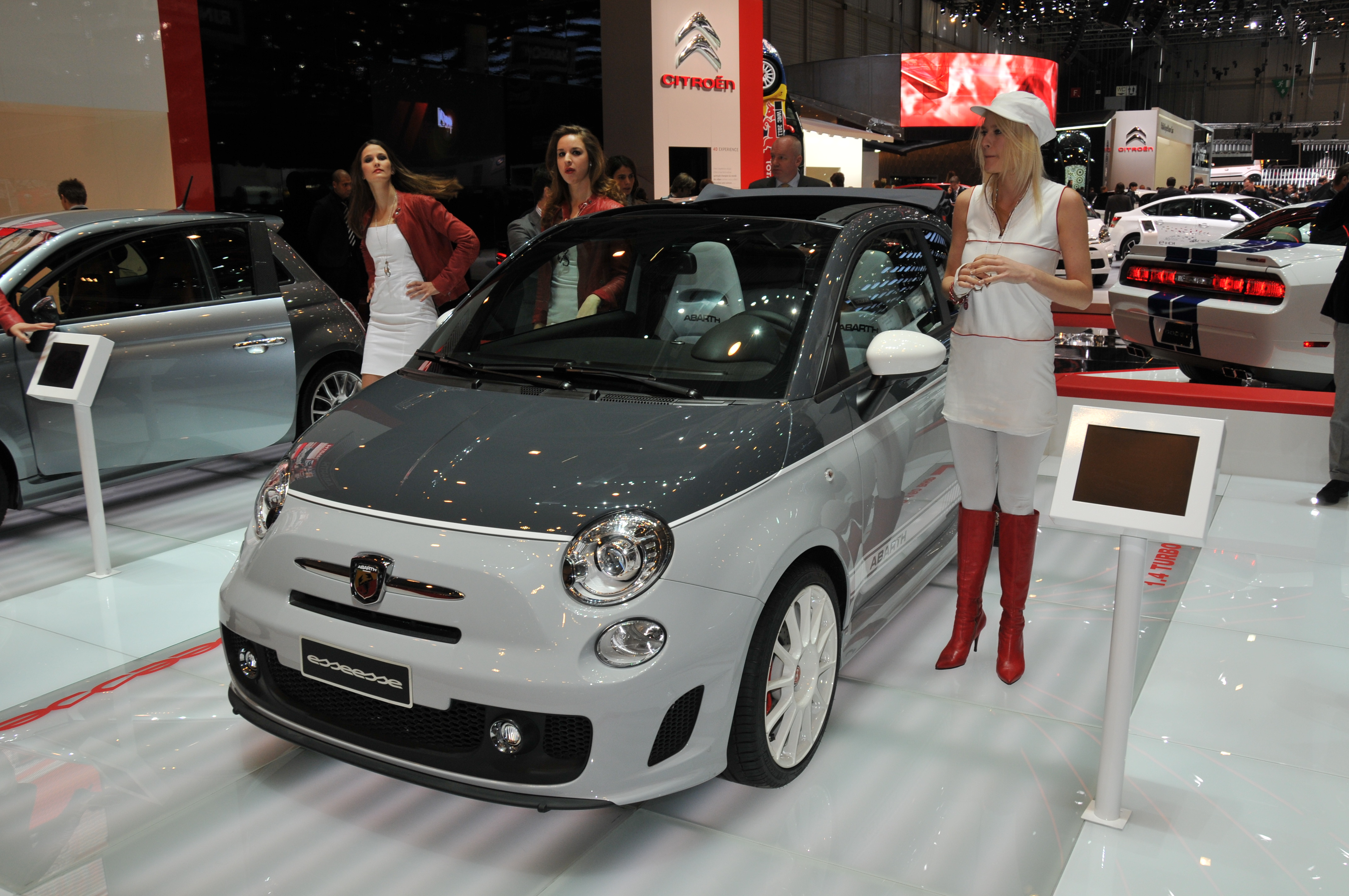
La 500C Abarth esseesse Koni présentée au salon de Genève 2011

Le Kit esseesse Koni est quasiment identique à l'ancien Kit esseesse à l'exception de la suspension dont les amortisseurs d'origine sont remplacés par des amortisseurs Koni avec soupape FSD (Frequency Selective Damping). Ces suspensions disposent d'une technologie particulière basée sur le contrôle du flux d'huile hydraulique en fonction de la fréquence grâce à une soupape qui module le flux en fonction de l'augmentation de la fréquence propre de la suspension,.

#### Abarth 500C

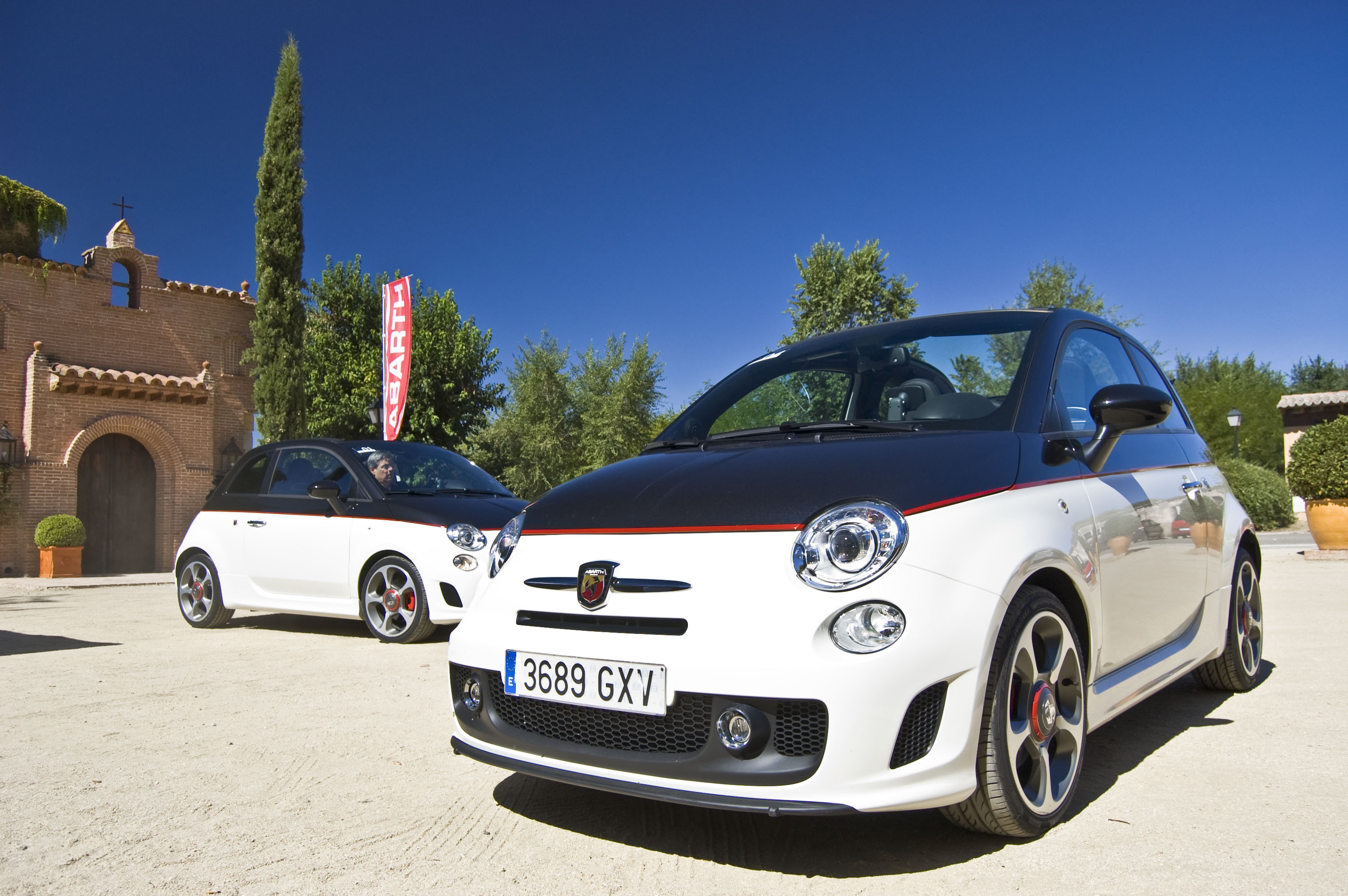
Deux Abarth 500C bicolores

L'Abarth 500C, version cabriolet de l'Abarth 500, est disponible depuis le mois de juin 2010. Elle conserve toutes les caractéristiques techniques de la berline. Abarth a commercialisé les mêmes kits que pour la berline.
Lors de son lancement, Abarth en profita pour l'équiper d'une nouvelle version de la boîte MTA Abarth Competizione automatique/séquentielle avec ses commandes à palettes au volant. La version avec boîte manuelle à 5 rapports arriva plus tard.
Au salon de Genève 2011, le constructeur lança la 500C esseesse, équipée du nouveau Kit Assetto Abarth Koni, avec les ressorts Eibach et les amortisseurs Koni FSD proposés dans le Kit esseesse Koni.

### Abarth 595

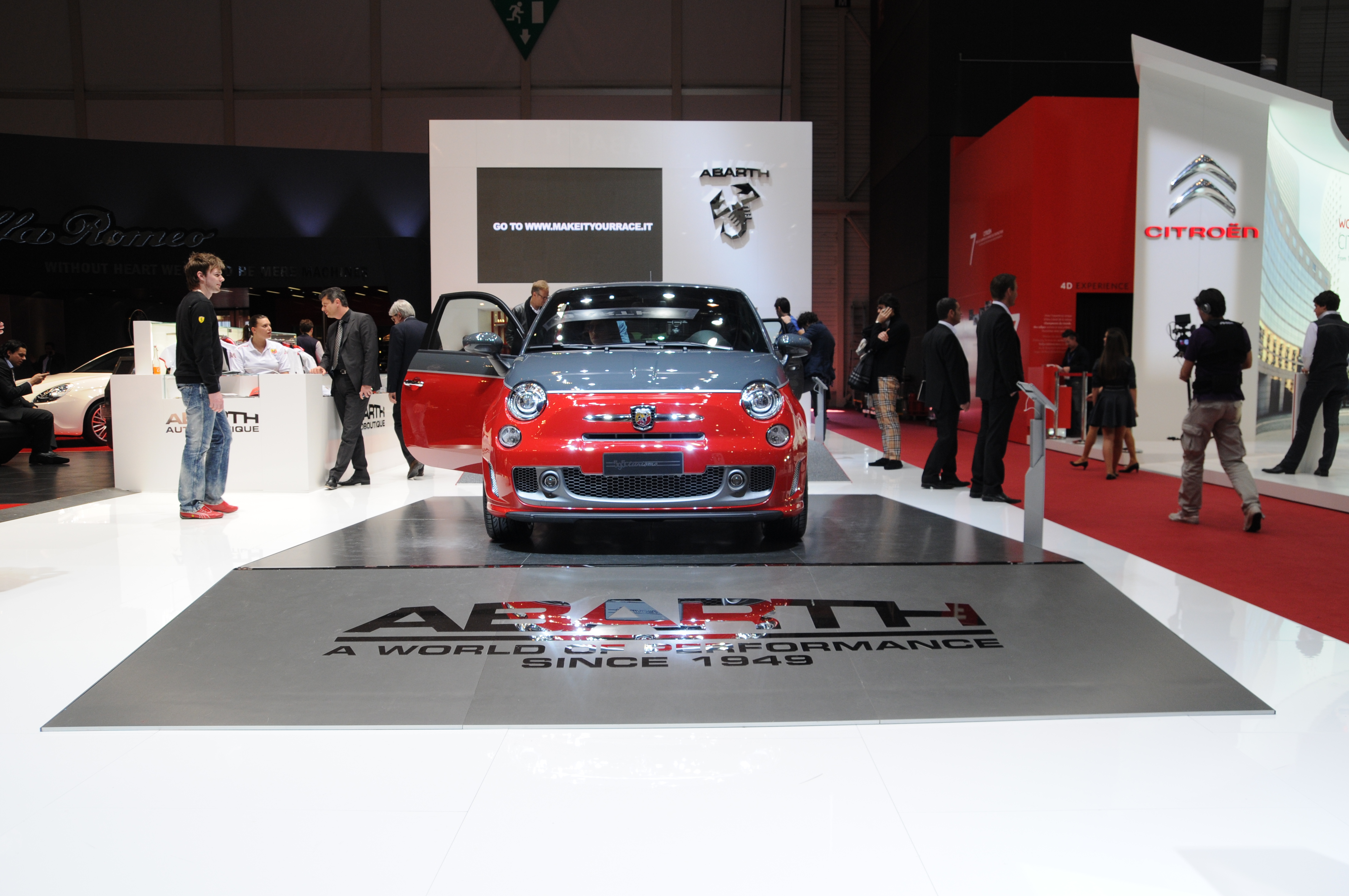
Exposition de la série « 595 » au Salon de Genève 2012

Au Motor Show de Bologne 2011, Abarth dévoile sur son stand une nouvelle famille de voitures basée sur le modèle Abarth 500, baptisée Abarth 595. Un nom très évocateur, qui fait référence aux anciennes et célèbres voitures élaborées par Abarth sur la base des Fiat 500 des années 1950 et 1960. Avec cette série spéciale, le constructeur veut remettre en lumière le concept qui lui a donné cette aura, les séries « dérivées » des modèles de base, une caractéristique principale de la marque créée par Carlo Abarth.
Depuis 2013, la voiture est proposée en deux variantes Turismo ou Competizione avec possibilité d'utiliser un kit de transformation Kit Abarth Elaborazione 595 plus une série limitée Abarth 595 50e Anniversaire. Les deux versions Turismo et Competizione sont personnalisées et préparées en atelier avant livraison. Le kit Elaborazione qui ne vise qu'une augmentation de la puissance, peut être appliqué après immatriculation du véhicule. La version 50e Anniversaire est une série limitée commémorant les cinquante ans du modèle historique « 595 » et se distingue par son moteur dont la puissance a été portée à 180 ch.
Les trois variantes Turismo, Competizione et Kit Elaborazione sont équipées du même moteur 1.4 Turbo 16v T-Jet avec une puissance portée à 160 ch. Le turbocompresseur est un IHI RHF3-P à géométrie fixe. Le couple maxi est de 206 N m à seulement 2 000 tr/min avec le fonctionnement « Normal » et de 230 N m à 3 000 tr/min en fonctionnement « Sport ». La vitesse maxi déclarée est de 211 km/h et l'accélération de 0 à 100 km/h est de 7,4 s (209 km/h et 7,6 s pour les modèles équipés de la boîte de vitesses MTA).
Les modèles 595 50º Anniversario et Kit Abarth Elaborazione 595 sont les seuls de cette série à disposer des amortisseurs Koni avec soupape FSD ainsi que les ressorts surbaissés Eibach. Les versions Turismo et Competizione montent, à l'avant, des amortisseurs Cofap FSD, les mêmes que ceux de la 500 Abarth Custom 2e série.
Le système de freinage est également modifié. Les versions Turismo et Competizione disposent des disques ventilés « esseesse », la version Kit Abarth Elaborazione 595 conserve les disques de série mais avec des plaquettes Brembo hautes performances. La série spéciale 50e Anniversaire est équipée du système Brembo renforcé proposé en option sur les autres versions.
Tous les modèles « 595 » sont disponibles soit avec une boîte mécanique à cinq rapports soit avec une boîte automatique robotisée MTA avec commandes au volant. La série spéciale 50e Anniversaire n'est livrable qu'avec la boîte automatique.
En 2016, la 595 sera restylée et basée sur le lifting de la Fiat 500,.

#### Abarth 595 Turismo

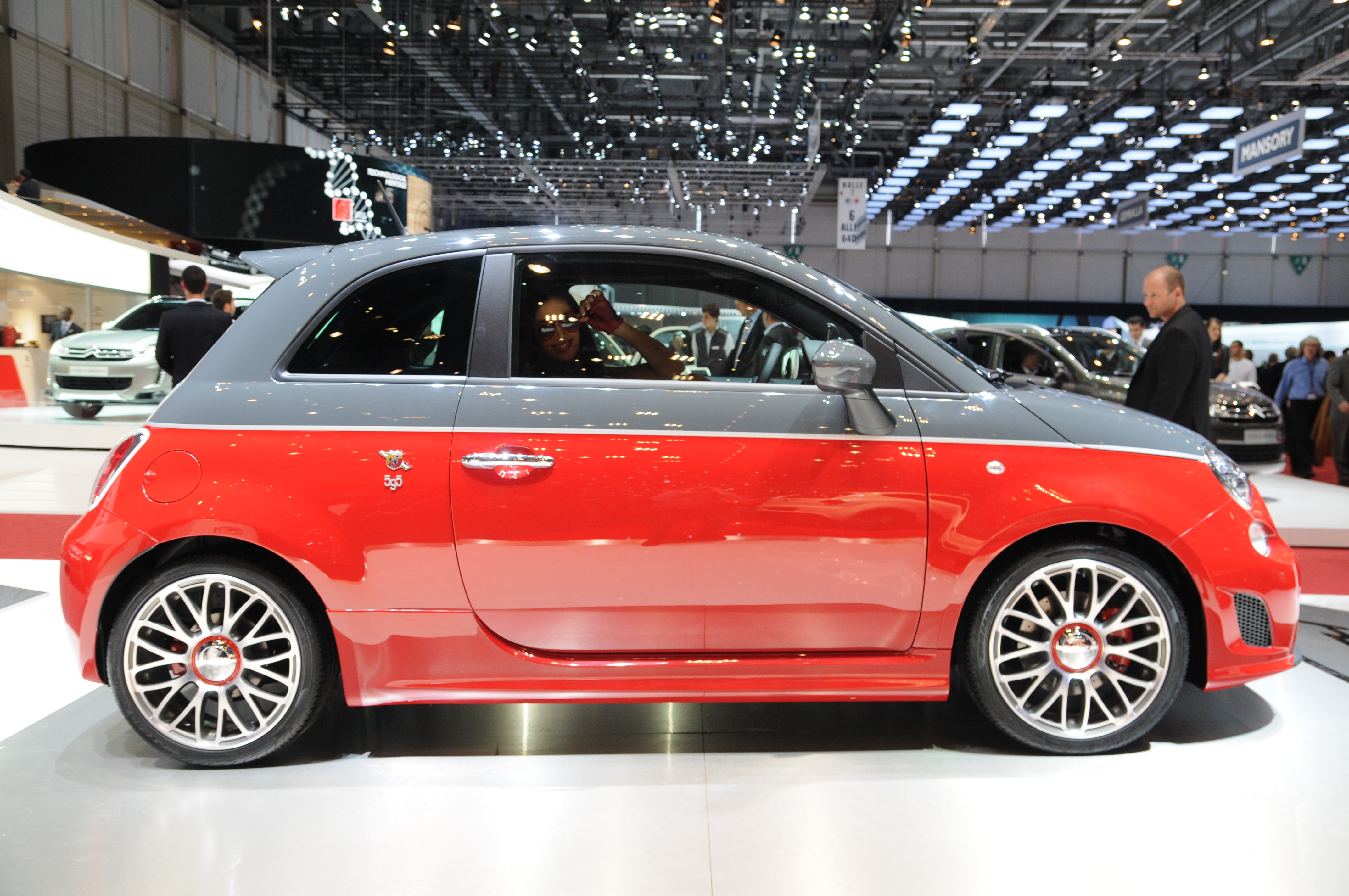
L'Abarth 595 Turismo dans sa livrée de présentation

La version 595 Turismo a été conçue pour satisfaire la clientèle qui accordait une importance particulière aux détails esthétiques et au confort plutôt qu'aux performances pures et à la mécanique.
Lors de son lancement, elle fut présentée avec une carrosserie bi-couleur rosso officina/grigio pista, avec un filet blanc qui séparait les deux teintes. La voiture peut naturellement être commandée avec la gamme de teintes commune à tous les modèles. En série, la voiture dispose des jantes alliage de 17" avec des pneumatiques Pirelli PZero 205/40, des feux au Xénon et une sellerie cuir. L'habitacle a fait l'objet d'une attention toute particulière dans le choix des matériaux et des couleurs. Le volant en cuir comporte des inserts de la même couleur que les sièges.

#### Abarth 595 Competizione

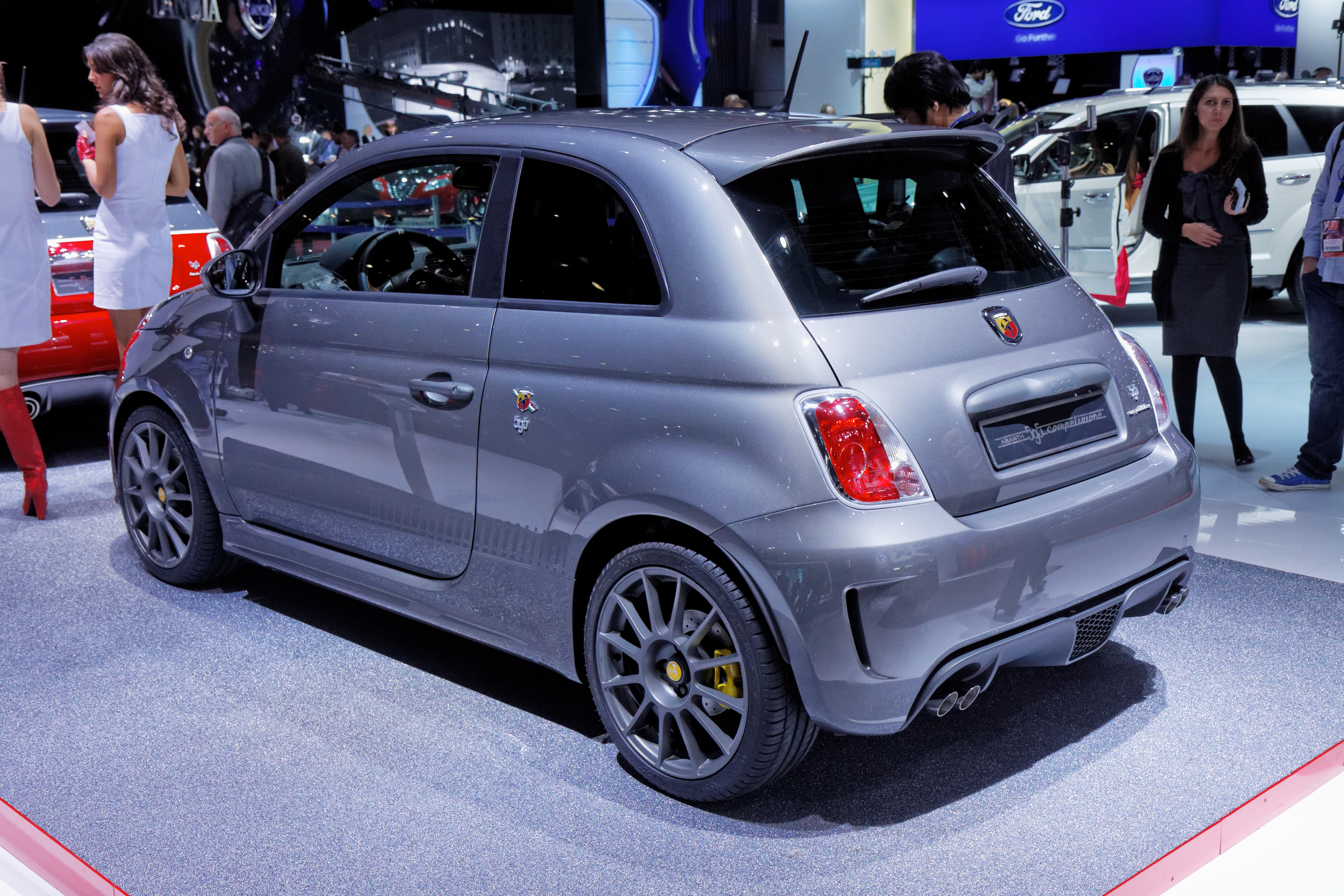
L'Abarth 595 Competizione avec ses quatre sorties d'échappement Record Monza

La version 595 Competizione se différentie de la version Turismo essentiellement par son esthétique plus agressive et par des équipements de série particuliers qui mettent encore plus en évidence son caractère sportif par rapport à la 500 Abarth esseesse. L'équipement de série comprend des sièges avant signés Sabelt et quatre sorties d'échappement Record Monza développé spécifiquement par Magneti Marelli. Ces composants sont disponibles en kit et peuvent être montés sur tous les modèles 500 Abarth.
Elle dispose de jantes en alliage de 17" avec des pneumatiques Pirelli PZero 205/40, de feux Xénon et d'un volant en cuir avec des inserts de la même couleur que les sièges.

#### Kit Abarth Elaborazione 595

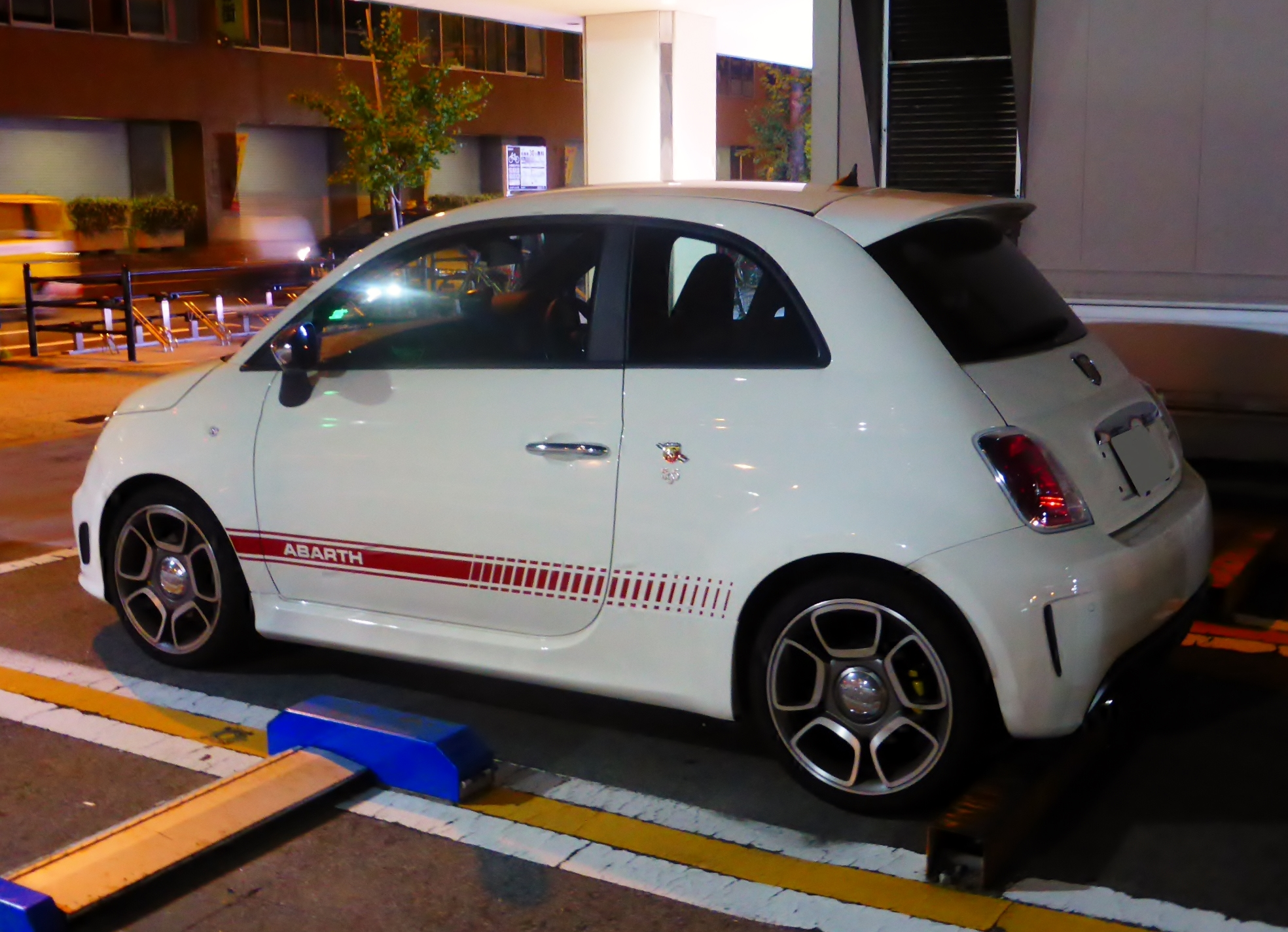
Une version Kit Abarth Elaborazione 595. À noter le châssis surbaissé par rapport à la Abarth 500 et les badges latéraux « 595 »

En septembre 2012, le constructeur propose un nouveau Kit pour une augmentation de puissance, destiné à toutes les 500 Abarth produites depuis 2008 pour les berlines et 2009 pour les versions Cabrio. Ces élaborations, à la différence des versions Turismo et Competizione, peuvent être appliquées sur tous les modèles en circulation et sont destinées aux clients qui voudraient transformer leur Fiat 500 Abarth en Abarth 595, par l'augmentation de la puissance du moteur et améliorer son comportement tout en conservant son aspect extérieur. L'upgrade concerne l'augmentation de la puissance qui passe de 135 à 160 ch avec la reprogrammation de la centrale électronique, le remplacement du filtre à air et le montage du kit de suspensions Kit Sospensioni Abarth Koni ressorts surbaissés esseesse Eibach et amortisseurs Koni avec soupape FSD, plaquettes de freins avant Brembo HP1000 hautes performances, badges latéraux 595 et le badge esseesse sur le couvre moteur.
Cette opération, comme pour le Kit esseesse, doit être réalisée dans les ateliers des concessionnaires de la marque qui intègre une nouvelle homologation de la voiture. Une seule contrainte, la voiture doit être équipée de jantes de 17".

#### Abarth 595 Scorpioneoro
Présentée en août 2020, l'Abarth 595 Scorpioneoro est une série limitée à 2 000 exemplaires qui rend hommage à l'Abarth A112 "Targo Oro" de 1979 et elle est livrée avec une montre conçue par Breil Milano.

#### Abarth 595 Monster Energy Yamaha
Présentée en même temps que la Scorpioneoro, elle reprend les couleurs de la moto Yamaha YZR-M1, dotée du 4-cylindres de 165 ch, d'un échappement Record Monza et d'amortisseurs Koni.

### Abarth 695
Il s'agit d'une série spéciale, créée dans le seul but d'évoquer la glorieuse élaboration extrême de la fameuse 500 Abarth des années 1950 appelée « 695 ». Chaque exemplaire de cette fuoriserie doit être réservée on-line sur le site officiel dans la section spéciale Abarth Specialties. Les caractéristiques pariculières de ce modèle sont : moteur Fiat 1.4 Turbo T-Jet dont la puissance a été portée à 180 ch à 5 750 tr/min équipé d'un turbocompresseur Garrett GT 1446, injecteurs spécifiques, système d'échappement à quatre terminaux Record Monza (regroupés en deux terminaux sur l'Edizione Maserati qui prennent le nom de Record Modena), freins Brembo avec disques ventilés augmentés : ø 305 × 28 mm à l'avant et ø 264 × 22 mm à l'arrière, suspensions Koni avec soupape FSD, commandes de boîte de vitesses robotisée MTA au volant, jantes en alliage de 17" et pneumatiques Pirelli PZero 205/40. L'habitacle reçoit des habillages en matériaux de haute qualité dont la fibre de carbone.

#### Abarth 695 Tributo Ferrari

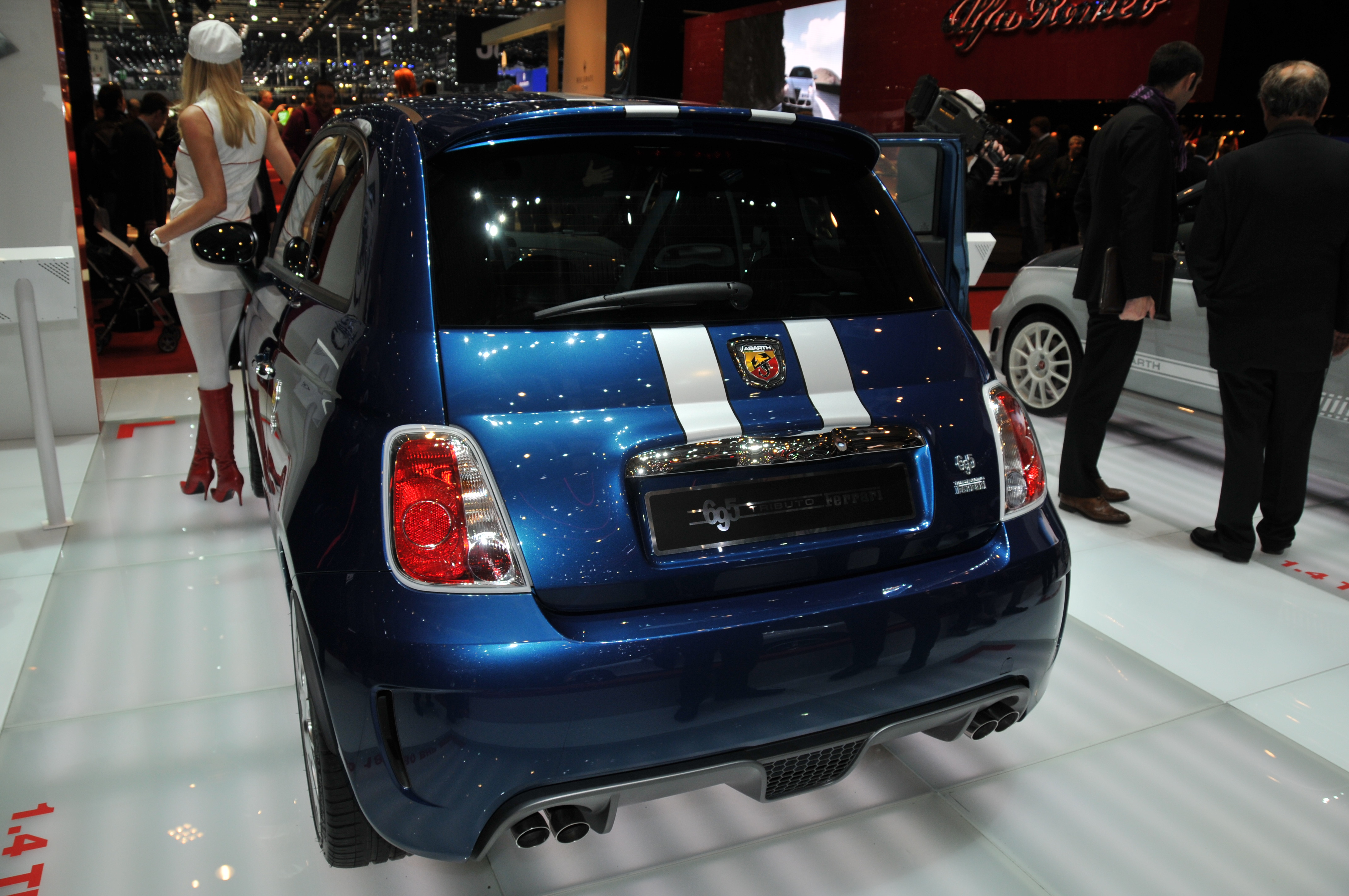
Une Abarth 695 Tributo Ferrari couleur « Blu Abu Dhabi »

La version 695 Tributo Ferrari, présentée en 2009 et produite en série limitée et numérotée ne comporte que 1 696 exemplaires. C'est une version particulière et exclusive de la gamme 500 Abarth, destinée à rendre hommage à Ferrari, le « Cavallino », constructeur au cheval cabré. Le modèle a été commercialisé avec quatre teintes différentes, le Rosso Corsa, couleur traditionnelle chez Ferrari en 1 199 exemplaires, Giallo Modena en 299 exemplaires, Grigio Titanio et Blu Abu Dhabi en 99 exemplaires chacune. Elles se distinguent par les deux bandes gris argent qui ornent la carrosserie, évoquant la Ferrari F430 Scuderia, sur les rétroviseurs et les montants en fibre de carbone. Le dessin des jantes en alliage rappelle celui des modèles Challenge montées sur les Ferrari 599 GTB et 360 Challenge Stradale. Les habitacles de ces exemplaires sont dotés de sièges Abarth Corsa by Sabelt entièrement revêtus de cuir noir. Le volant, intégralement revêtu de cuir noir comporte des inserts de cuir de la même couleur que la carrosserie.

#### Abarth 695 Edizione Maserati

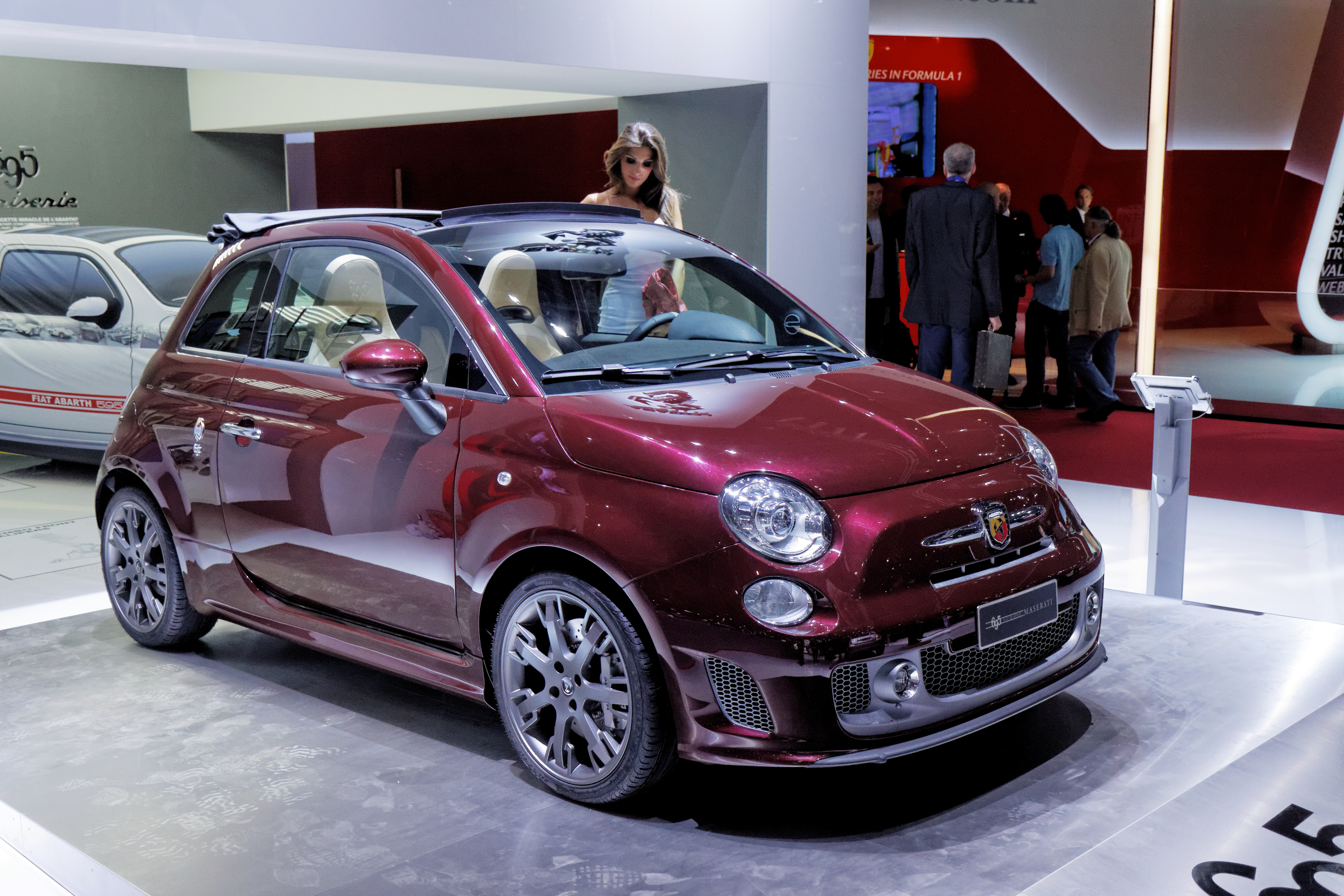
Abarth 695 Edizione Maserati couleur « Bordeaux Pontevecchio »

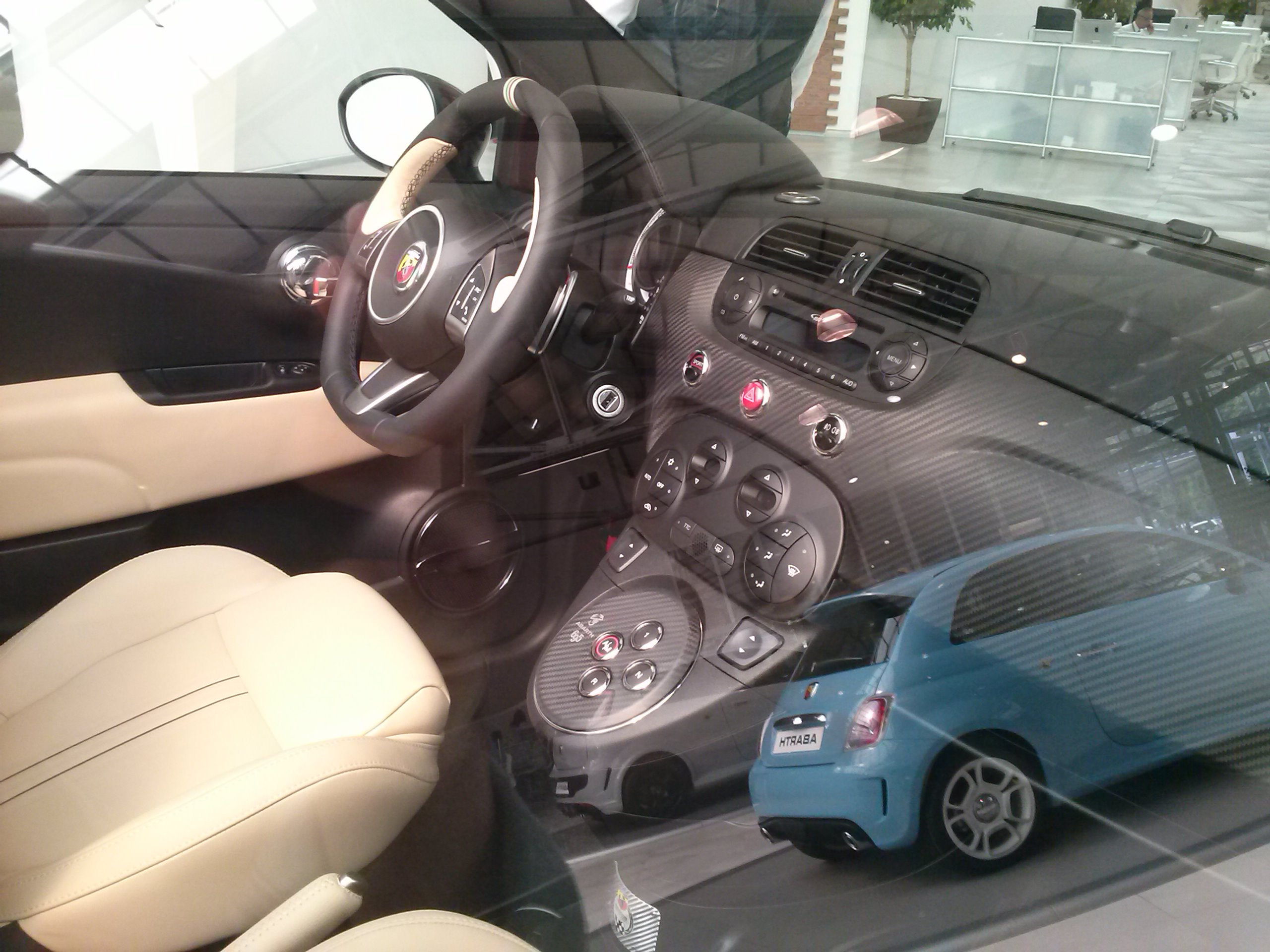
Habitacle de la 695 Edizione Maserati

À l'occasion de la course Mille Miglia 2012, Abarth présente une nouvelle version de la 695 en série limitée dédiée à Maserati. Le modèle est construit sur la base de la version cabriolet et sa production est limitée à seulement 499 exemplaires numérotés.
Lors du Salon de Francfort 2012, Abarth lance une nouvelle teinte spéciale de carrosserie Grigio Record et réalise une série très limitée de 49 exemplaires de cette version pour célébrer la marque au Trident née justement en 1949.

#### Abarth 695 Fuoriserie

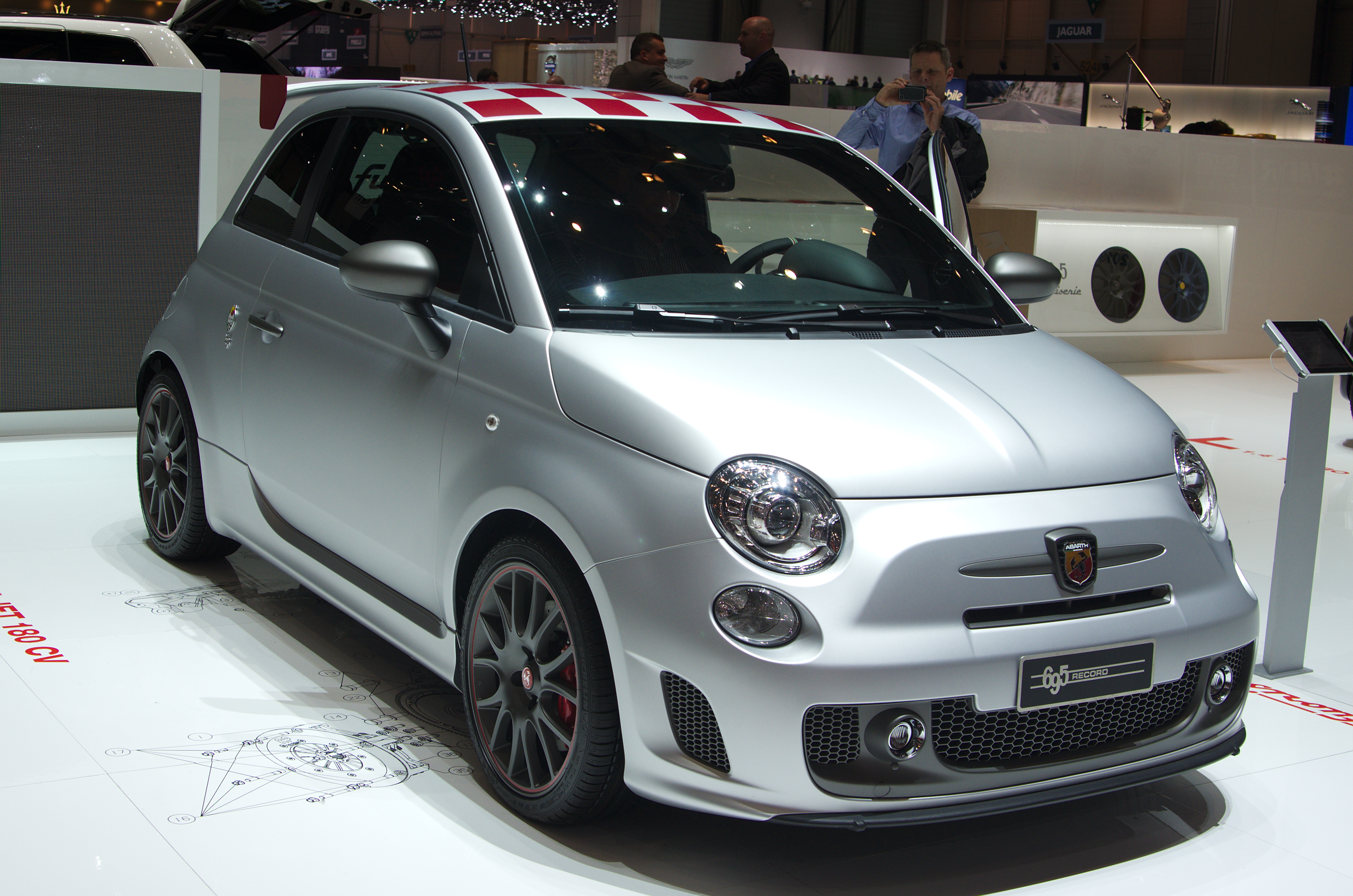
Abarth 695 Fuoriserie « Record »

Au Salon de Paris 2012, Abarth présente son programme de personnalisation baptisé « Fuoriserie ». Le client peut communiquer directement avec les designers et les techniciens des Officine Abarth Mirafiori pour obtenir un modèle Abarth 695 complètement personnalisé, un exemplaire unique, un peu comme cela se produit avec les voitures Ferrari.

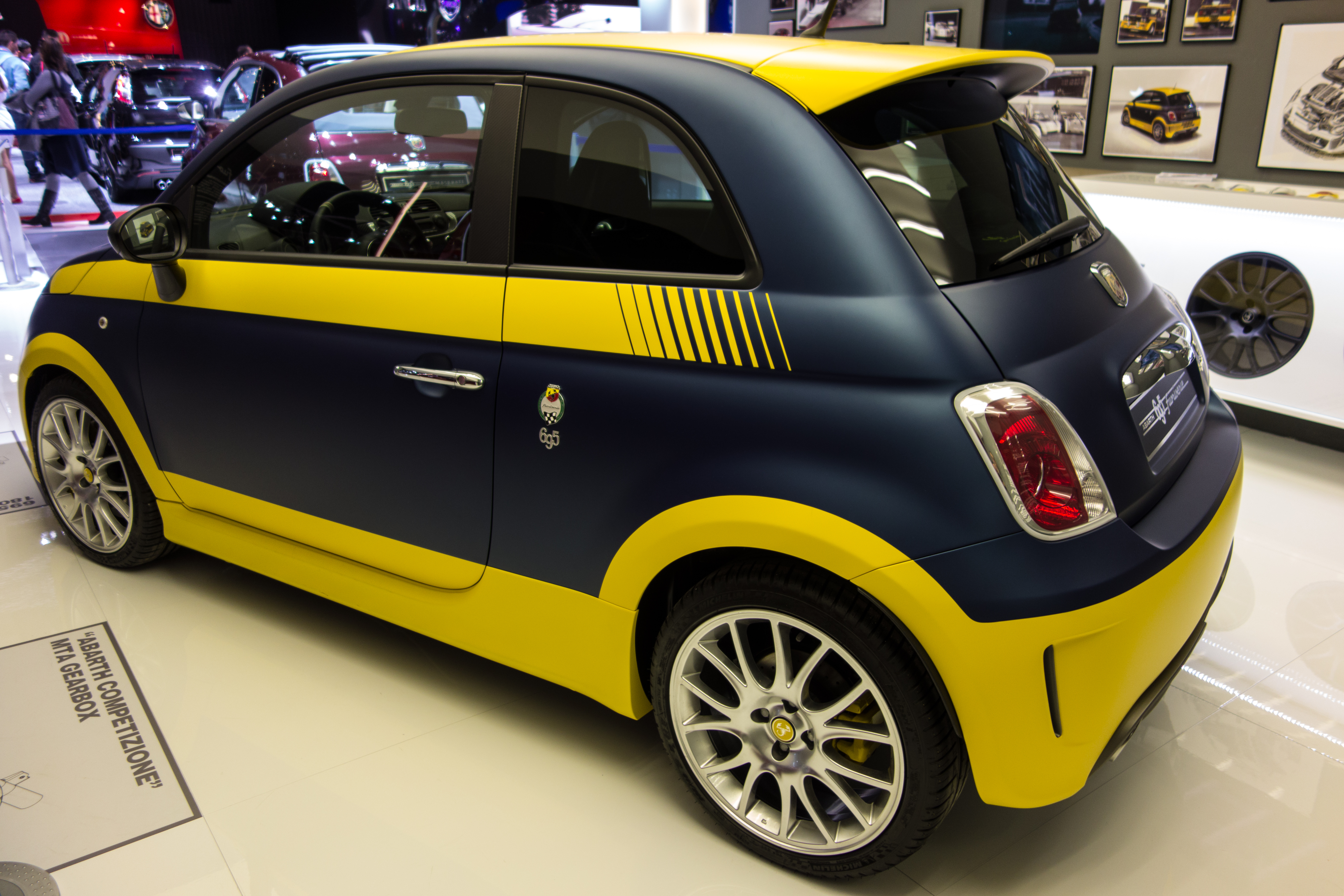
Abarth 695 Fuoriserie « Olio Fiat »

#### Kit Abarth 695 Brembo Koni
Le Kit Abarth 695 Brembo Koni, né peu après le kit esseesse, représente l'élaboration maximale pour les modèles de base.

#### Abarth 695 Biposto

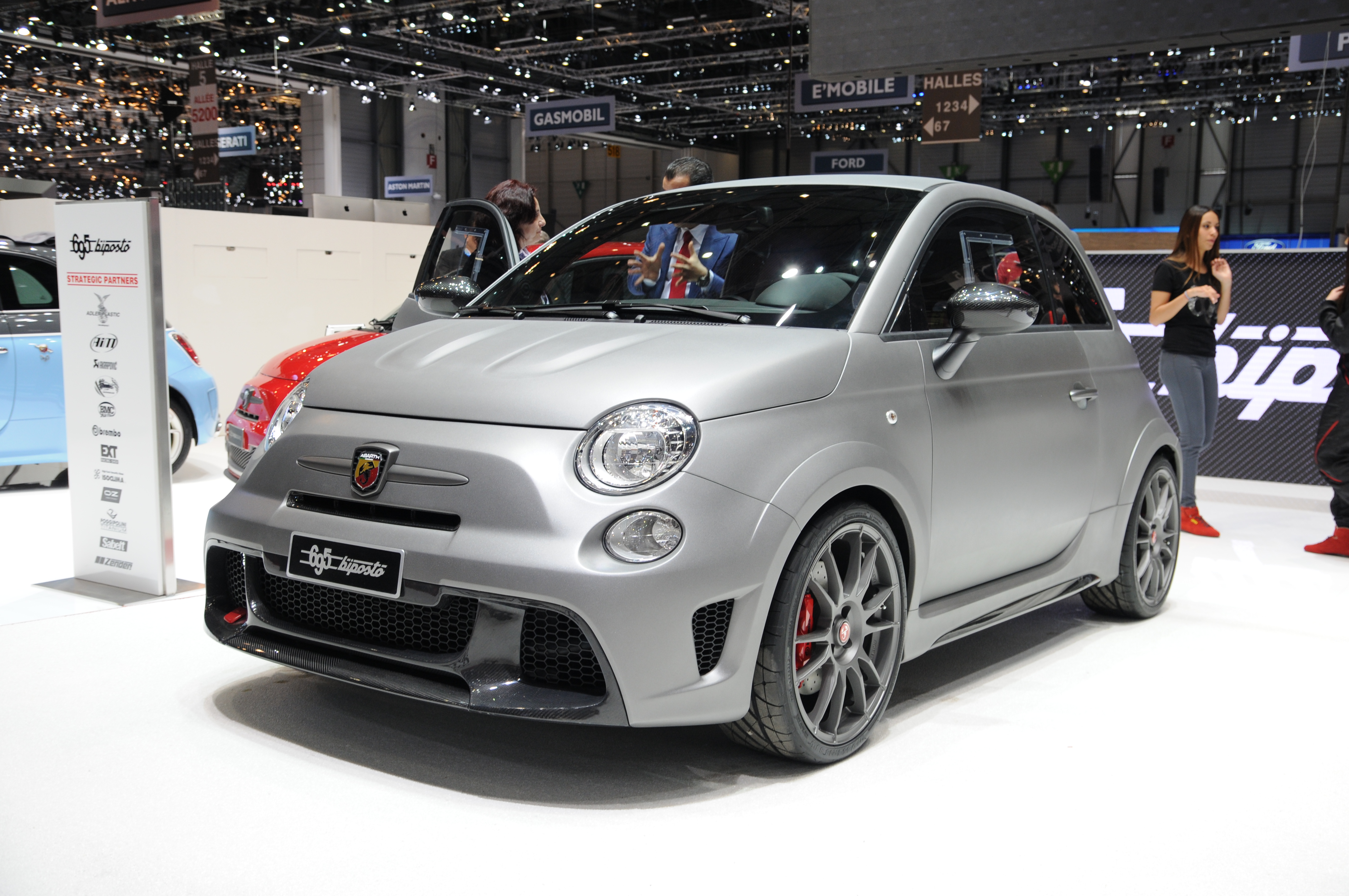
Abarth 695 biposto présentée au Salon de Genève 2014

Au Salon de Genève 2014, le constructeur italien présente la version de la 500 Abarth la plus extrême : la Fiat Abarth 695 Biposto. Ensuite, au Salon de Francfort 2015, elle a dévoilé une version supercar, la Record.

#### Abarth 695 Rivale
En juin 2017, Abarth dévoile une version sportive de sa 695, la Rivale grâce à son association avec les fabricants de bateaux. Elle est inspirée de la 500 Riva en série spéciale et se distingue par une livrée bicolore exclusive bleu-gris Riva et une double ligne aqua marine.

#### Abarth 695 Esseesse Edition Collector
- la 695 Esseesse Edition Collector est une édition limitée à 1390 exemplaires à partir de juillet 2021[22]. 695 voitures en teinte "scorpion black" et 695 en "campovolo grey".

#### Abarth 695 Tributo 131 Rally
Limitée à 695 exemplaires, à partir de mai 2022.

#### Abarth 695 Hybrid Principessa
Limitée à 30 exemplaires à partir de septembre 2024.

### Modèles de course

#### Abarth 500 Assetto Corse

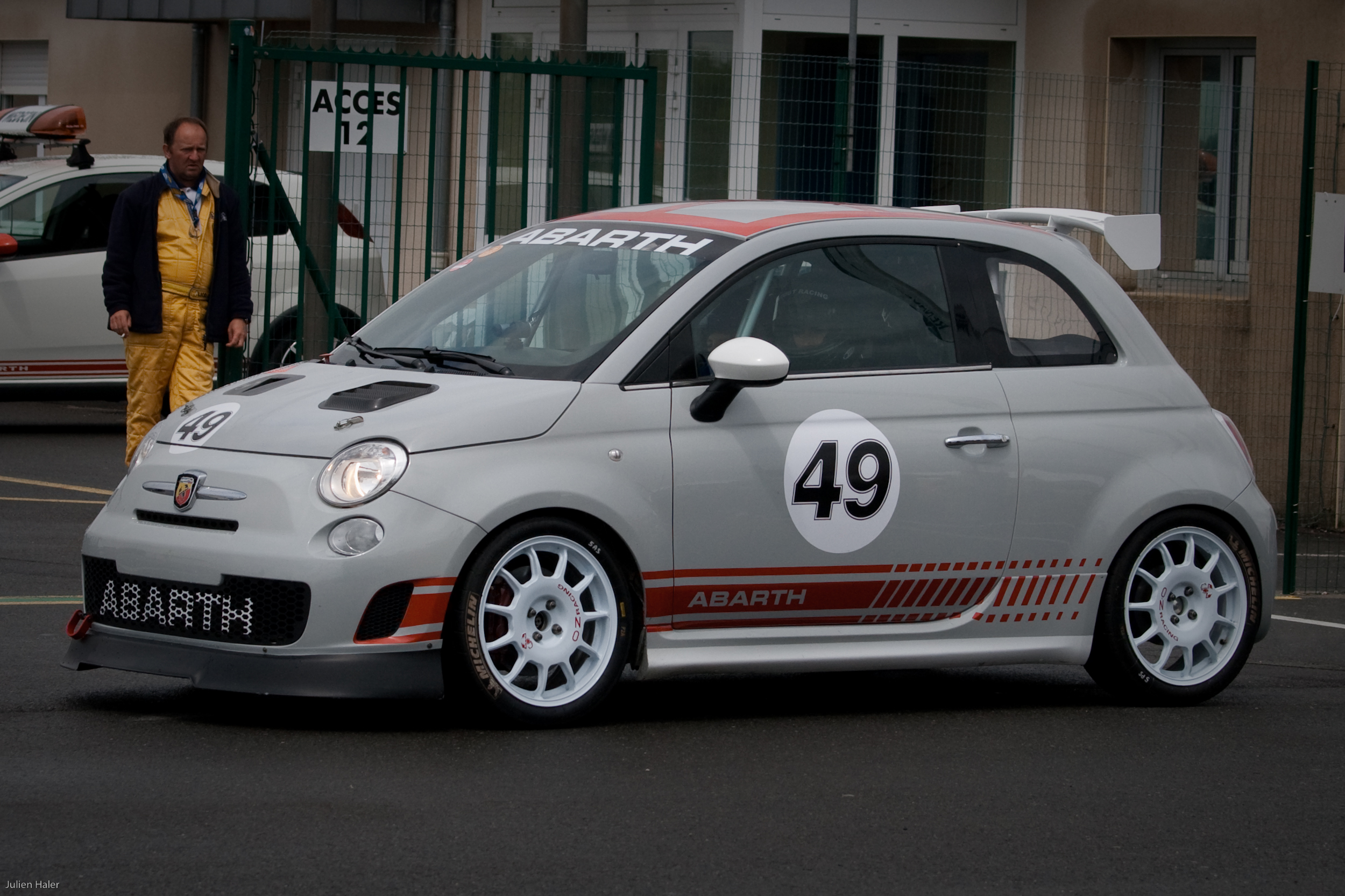
Abarth 500 Assetto Corse

Depuis le lancement du modèle de série, Abarth avait annoncé la réalisation d'une variante de compétition qui prendrait le nom Assetto Corse.
Présentée peu après, il s'agit de la version destinée aux pilotes privés. Elle est fabriquée en série limitée incluant un équipement complet pour la course. Les modèles Assetto Corse courent dans un championnat monomarque organisé annuellement.

#### Abarth 695 Assetto Corse
En 2011, la 695 Assetto Corse remplace la 500 Abarth Assetto Corse dans le championnat monomarque Abarth.

#### Abarth 695 Assetto Corse Evoluzione

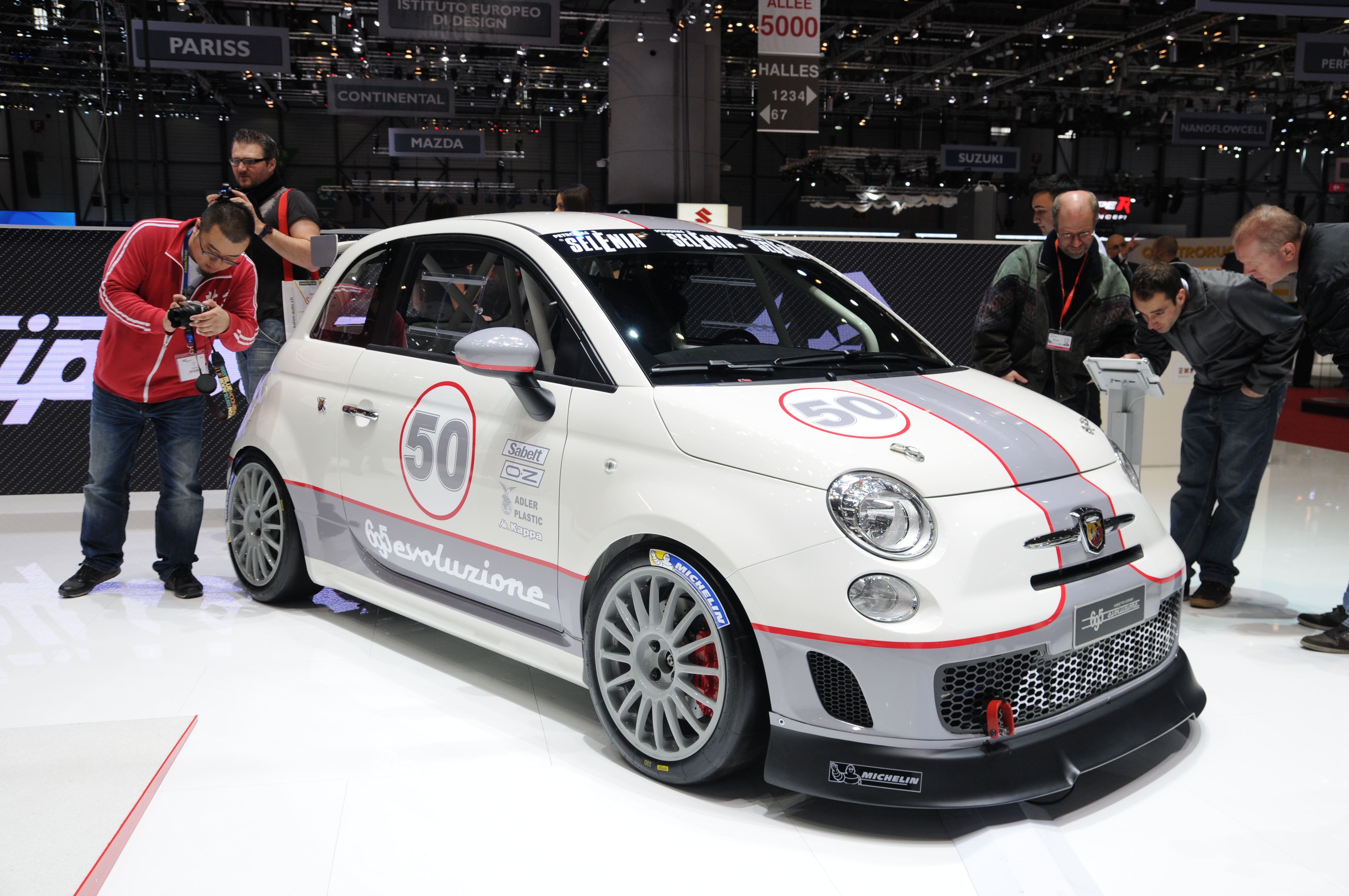
Abarth 695 Assetto Corse Evoluzione

C'est au Salon de Genève 2014 que le constructeur italien présente une nouvelle évolution de la version de course de la 500 Abarth.

#### Abarth 500 Rally R3T

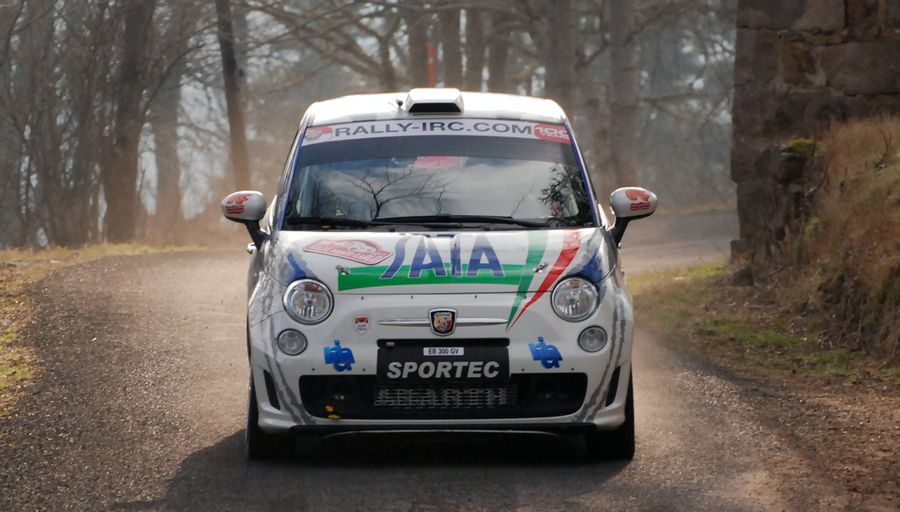
Abarth Rally R3T

L'Abarth 500 R3T est la version de compétition homologuée pour courir en rally Groupe R3.

### Séries spéciales

#### Abarth 500 Opening Edition
Présentée dans le courant de l'année 2008, c'est une petite série limitée à seulement 149 exemplaires numérotés, dont 100 destinés au marché italien.

#### Abarth 500 «De zéro à cent»
Cette petite série limitée à seulement 101 exemplaires a été créée pour célébrer le centenaire de la naissance de Carlo Abarth.

#### Abarth 500 Cabrio Italia

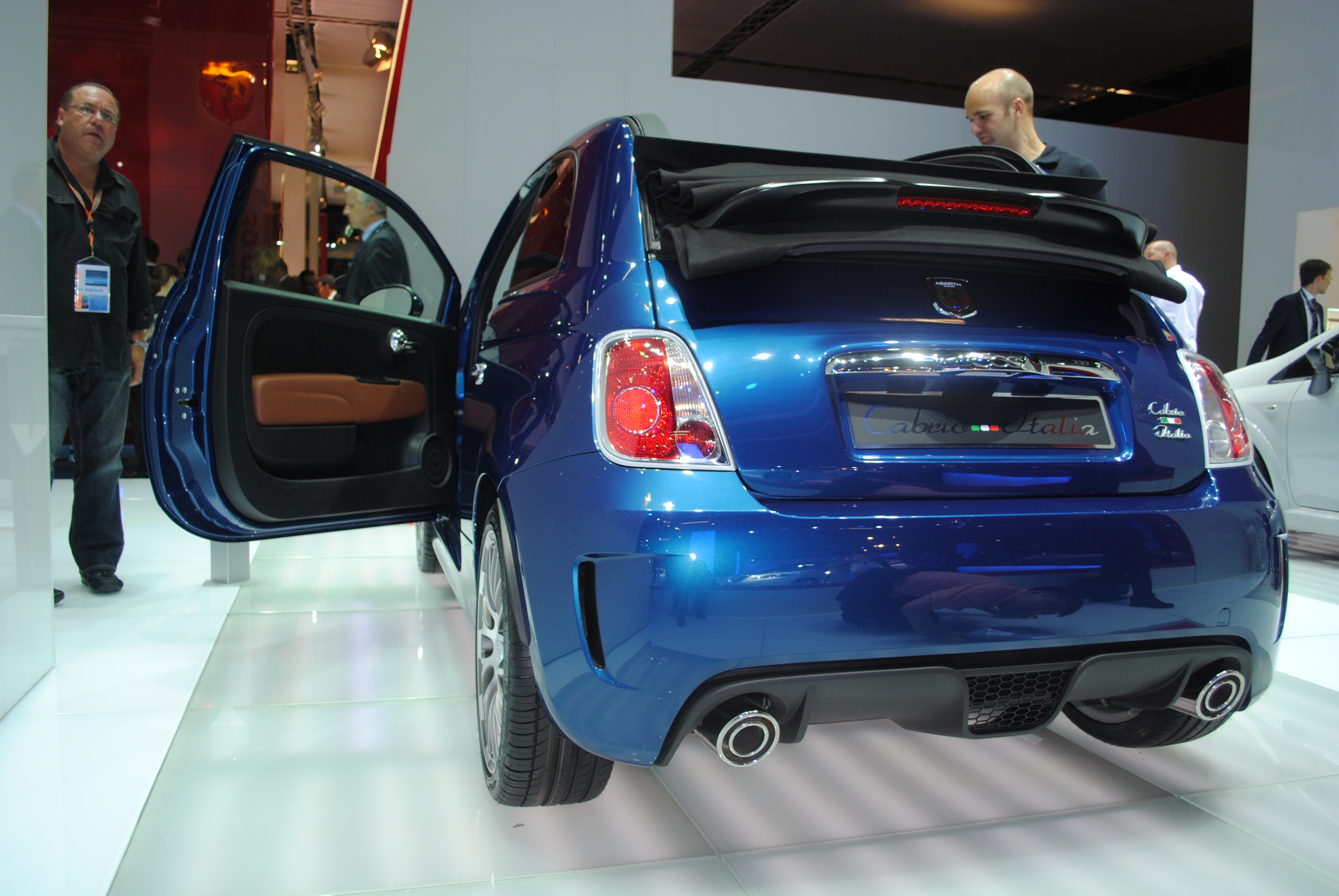
Abarth 500 Cabrio Italia

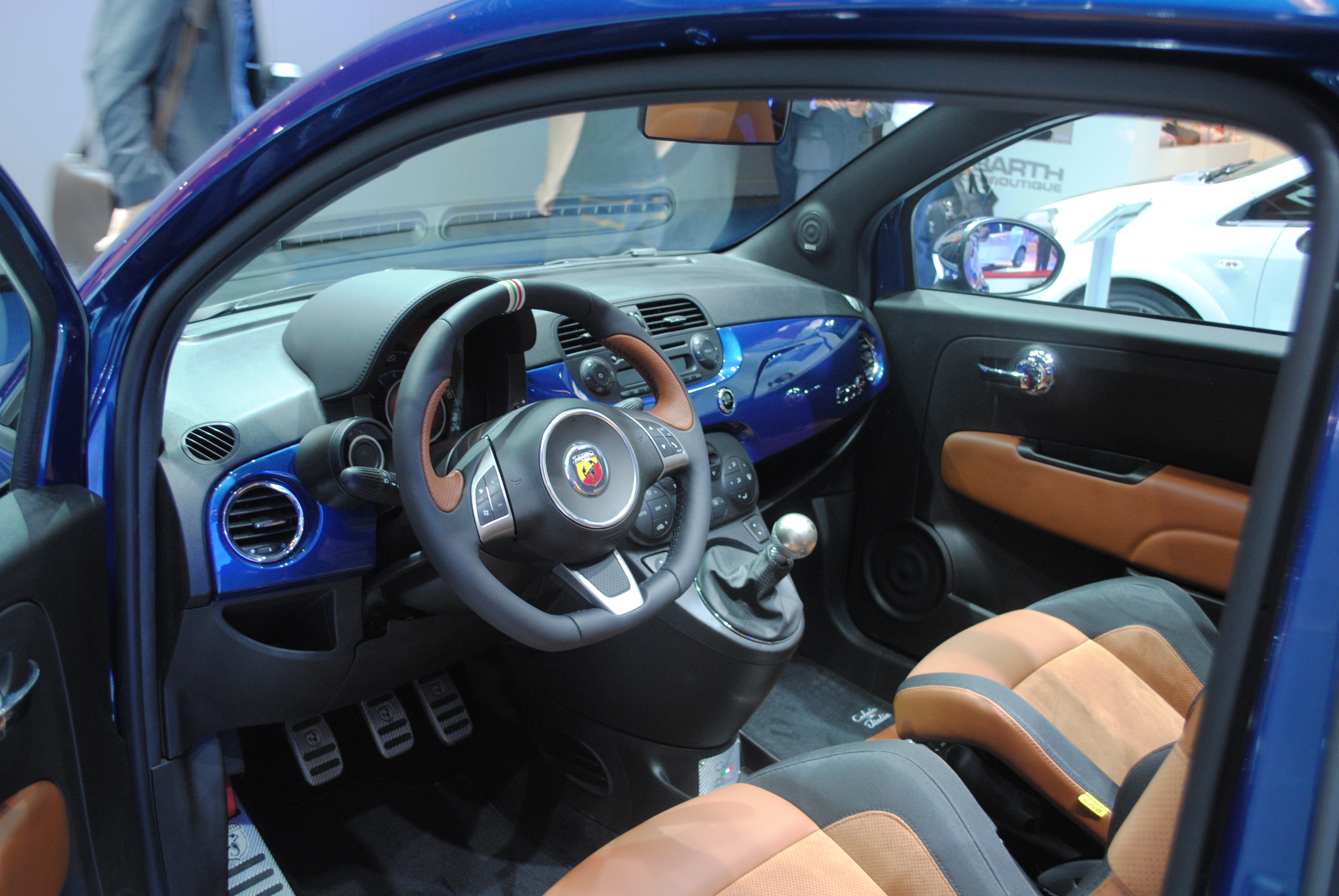
Tableau de bord Abarth 500 Cabrio Italia. À noter le pédalier et le levier de vitesses en Alutex

En 2011, à l'occasion des 150 ans de l'unité italienne, la naissance de l'Italie, le constructeur italien a présenté une variante de l' Abarth 500C esseesse dans la teinte Bleu Abu Dhabi, la même que celle déjà utilisée pour le lancement de la 695 Tributo Ferrari, avec une capote noire. Cet équipement spécial a équipé une petitre série limitée à seulement 150 exemplaires numérotés.

#### Abarth 500 Ferrari Dealers
Ce modèle très spécial a été produit à seulement 200 exemplaires, pour servir de voiture de prêt aux concessionnaires Ferrari et par conséquent non commercialisable.
On ne peut la confondre avec l' Abarth 695 Tributo Ferrari destinée, par contre, à la vente au public.

#### Abarth 59550eAnniversaire
À l'occasion du 50e anniversaire de la naissance de la fameuse « 595 » de 1963, Abarth présenta au Salon de Francfort 2013 l'Abarth 595 50º Anniversario. Ce modèle fut produit à seulement 398 exemplaires dont 99 réservés au marché japonais.

#### Abarth 500 Track Package
À l'occasion des 65 ans de la création de la marque au Scorpion, en 2014 Abarth lança cette édition très limitée de seulement 65 exemplaires destinée au seul marché britannique.

#### Abarth 595 Essesse
En 2019, pour les 70 ans d'Abarth, la 595 est déclinée dans une série spéciale Essesse qui se base sur le modèle Competizione et se distingue par ses jantes de 17 pouces Supersport en finition Racing White, ses bandes latérales et ses coques de rétroviseurs assorties. Elle est exposée au Salon international de l'automobile de Genève 2019.

#### Abarth 695 75° Anniversario
En 2024, Abarth présente la 695 75° Anniversario, limitée à 1368 exeplaires, qui célèbre les 75 ans d'Abarth.

### Prototypes
Au cours du temps, depuis que l' Abarth 500 a été présentée au public, on a vu de très nombreuses variantes de ce modèle. Certaines sont restées au stade de prototypes ou produits sous forme d'exemplaires uniques ou en nombre extrêmement réduit mais jamais commercialisés pour différentes raisons.

#### Abarth 695 Competizione

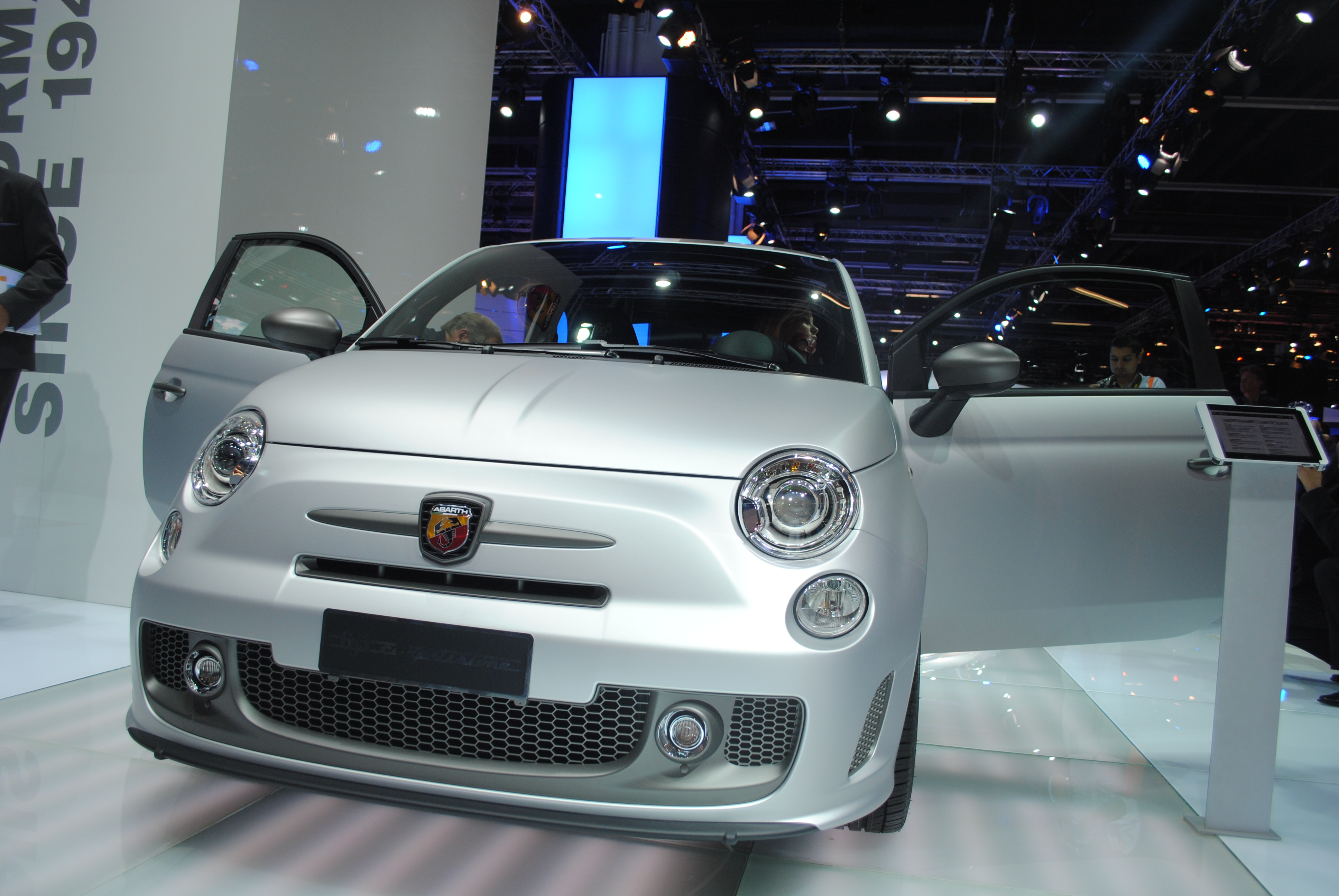
Abarth 695 Competizione 2011

C'est au Motor Show de Bologne 2011 que l'Abarth 695 Competizione a été présentée. L'idée du constructeur était de commercialiser la première voiture de course roulant sur route ouverte. Fortement inspirée par la Fiat Abarth 500 Assetto Corse, elle a été présentée dans une livrée exclusive Gris Compétition Opaque.
La voiture ne comporte que deux sièges à l'avant avec une grosse barre antiroulis à la place des sièges arrière. L'introduction de cet élément de course permet d'abaisser le poids propre de la Abarth 695 Competizione ce qui la rend encore plus performante et sportive.
Le volume laissé libre par les sièges arrière est recouvert d'un revêtement qui rappelle les voitures de course et se poursuit dans le coffre. Cette version est équipée du moteur 1.4 Turbo T-Jet 16v développant 180 ch avec une boîte Abarth Competizione avec palettes au volant (MTA). Mécaniquement elle semble identique aux autres versions Abarth 695.

#### Abarth 500 Assetto Corse Stradale
Comme pour l'Abarth 695 Competizione, ce modèle aurait également dû représenter une sorte de voiture de course homologuée pour une utilisation routière mais, pour des raisons de marché réduit, elle n'a jamais été commercialisée. Ce n'est qu'en 2014 que l'idée a été reprise et donna l'Abarth 695 biposto.

#### Abarth 695 70° Anniversario
En 2019, Abarth présente une édition limité pour ces 70 ans, la 695 70° Anniversario. Elle est sur base de 595 competizione. Seulement 1949 exemplaires seront produits.

### Kits Abarth et accessoires

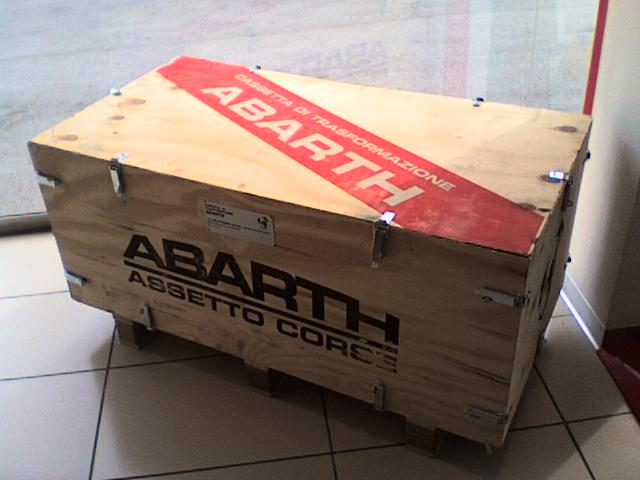
La caractéristique caisse de transformation Abarth, fournie pour certains kits et contenant toutes les pièces à installer sur la voiture

Comme le veut la tradition de la marque, le constructeur italien propose une série de kits d'augmentation de la puissance des moteurs de chaque modèle de la gamme. Certaines de ces élaborations nécessitent une nouvelle homologation de la voiture (*). Ci-dessous la liste des kits disponibles pour la gamme Abarth 500 :
- Kit esseesse* (plus disponible) ;
- Kit esseesse Koni*[26] ;
- Kit Abarth Elaborazione 595*[27] ;
- Kit 695 Abarth Brembo Koni*[28] ;
- Kit Système Freins Abarth Brembo*[29] ;
- Kit Système Freins Abarth Brembo + Jantes 695*[30] ;
- Kit Jantes esseesse (blanc, titane ou noir)[31] ;
- Kit Système d'échappement Record Monza[32] ;
- Kit Système d'échappement Record Modena[33] ;
- Kit Suspensions Abarth Koni*[15].

### Échappements Abarth

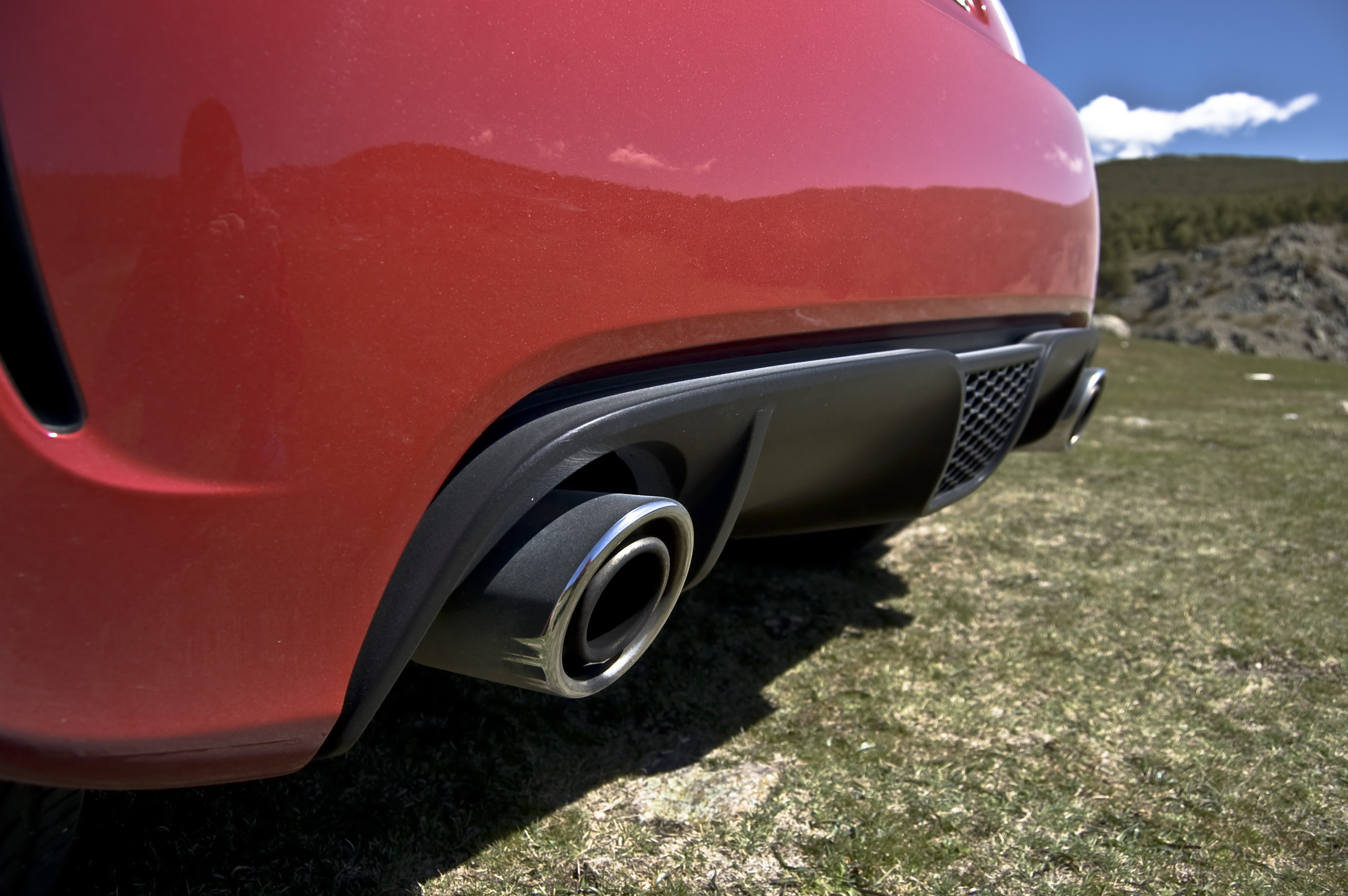
500 Abarth équipée avec un échappement de série

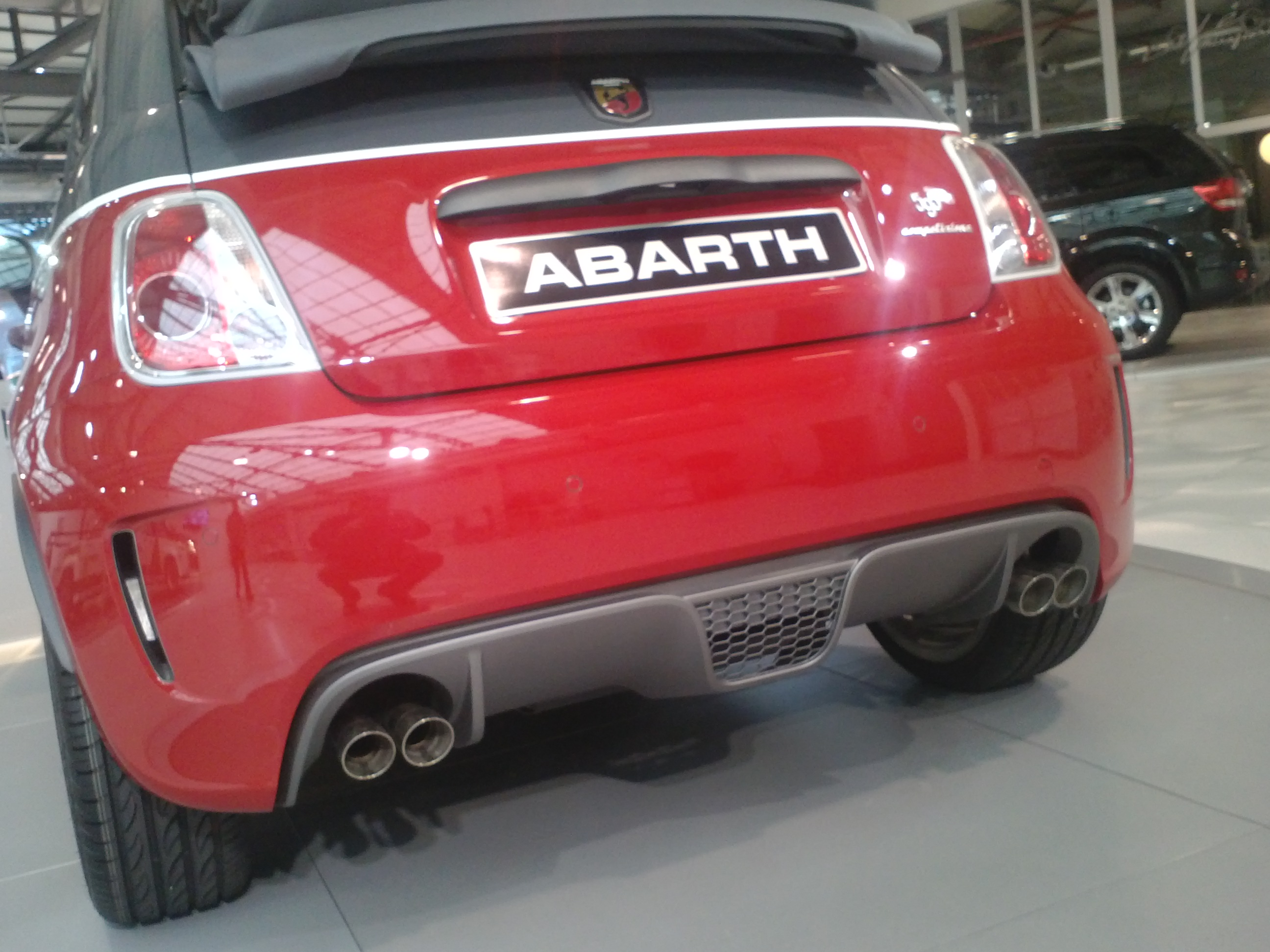
Une Abarth 595C Competizione équipée en série avec un échappement Record Monza

Comme le veut la tradition de la marque Abarth, le constructeur italien propose quatre types différents d'échappement pour chacun de ses modèles : l'échappement de série, l'échappement Record Monza, l'échappement Record Modena et l'échappement Akrapovič en titane.

#### Échappement Record Modena

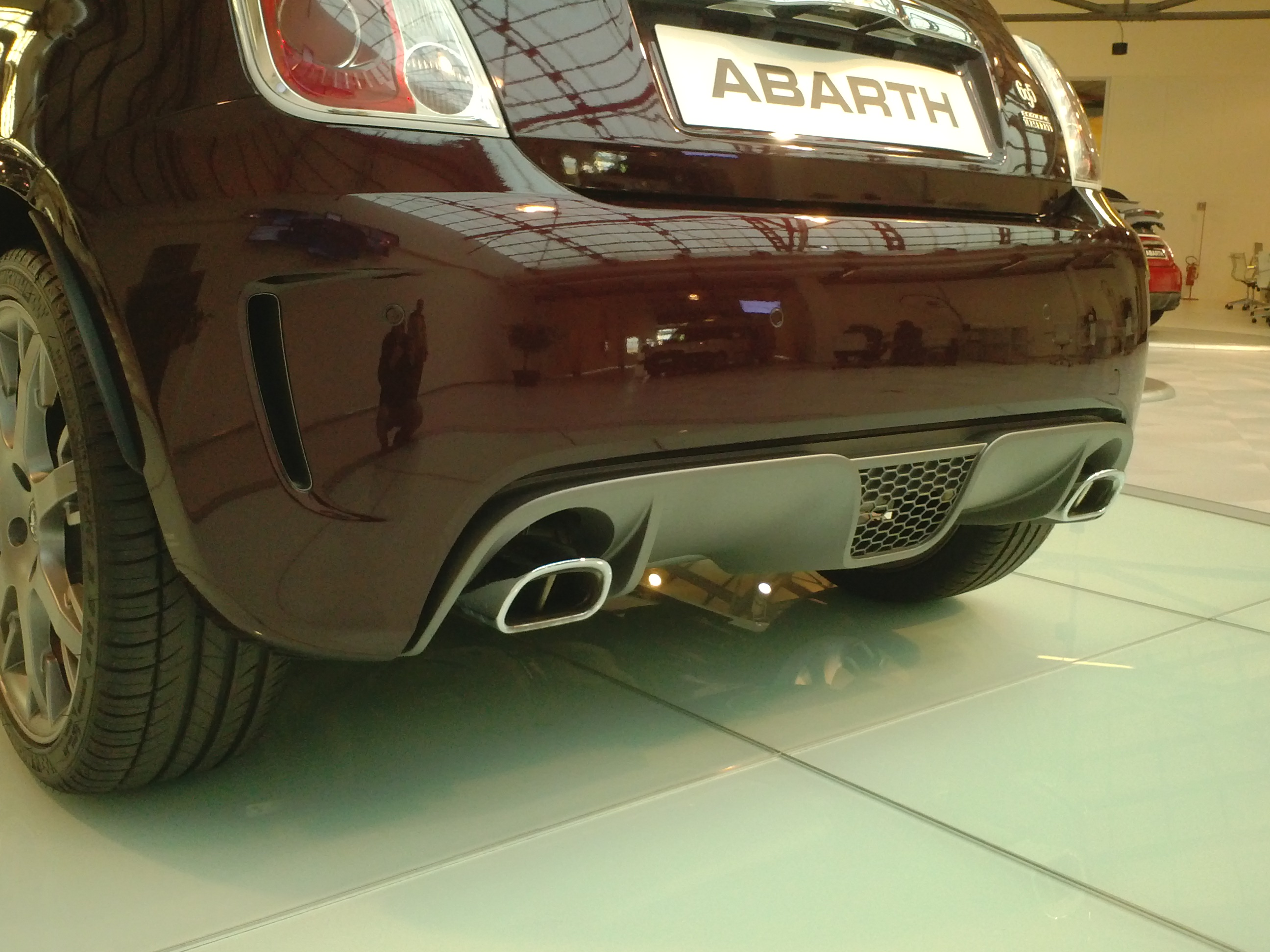
Échappement Record Modena sur un exemplaire Abarth 695 Edizione Maserati

Spécialement créé pour équiper en série la 695 Edizione Maserati, cet échappement se reconnait grâce à ses deux extrémités ovales inspiré de ceux de la Maserati Granturismo S. Techniquement, il est identique au Record Monza.
Cet échappement est également monté en série sur les versions Abarth 695 fuoriserie Olio Fiat et Abarth 695 fuoriserie Scorpione. Ils peuvent aussi être montés sur toutes les autres versions.

#### Échappement Akrapovič
Monté sur la série Biposto, l'échappement Akrapovič possède deux sorties rondes de 11,5 cm de diamètre en titane.

### Freins Abarth
Le constructeur propose plusieurs systèmes de freinage pour la gamme 500 Abarth. Ils se différencient principalement par le choix des étriers avant, des tailles de disques et de plaquettes orientées pour de meilleures performances.
Le système de freinage arrière est cependant commun à toute la gamme, y compris sur les modèles de compétitions assetto corsa ou R3T.

#### Freins de série
Les freins avant sont composés d'un étrier 1 piston et de disque ø 284mm × 11mm. Les freins arrière sont composés d'étrier mono piston et de disques ø 240mm × 11mm.

#### Freins esseesse/Turismo/Competizione
À partir de 2015, la 595 Competizione est équipée d'étriers 4 pistons et de disques Brembo ø 305 × 28 mm. En 2016, les disques deviennent flottants en deux parties, réduisant le poids d'1,5 kg par disque.

#### Freins Elaborazione 595
Le kit Elaborazione propose le même système de freinage que la Competizione, mais adjoint des plaquettes haute performance Brembo HP1000.

### Motorisations
| Modèle                                                 | Cylindrée (cm3) Alimentation Nb soupapes | Boîte de vitesses                     | Turbocompresseur                 | Puissance maxi  | Couple maxi (N m)          | Accélération 0–100 km/h (s) | Accélération 0–200 km/h (s)* | Vitesse maxi (km/h) | Consommation (L/100 km) | Homologation |
| ------------------------------------------------------ | ---------------------------------------- | ------------------------------------- | -------------------------------- | --------------- | -------------------------- | --------------------------- | ---------------------------- | ------------------- | ----------------------- | ------------ |
| Abarth 500                                             | 1 368 essence 16V                        | Manuelle C510 à 5 rapports            | IHI RHF3-P à géométrie fixe      | 99 kW (135 ch)  | 180 (Normal) / 206 (Sport) | 7,9                         | 57,8                         | 205                 | 5,4                     | routière     |
| Abarth 500 (automatique)                               | 1 368 essence 16V                        | MTA C510 à 5 rapports                 | IHI RHF3-P à géométrie fixe      | 103 kW (140 ch) | 180 (Normal) / 206 (Sport) | 8,1                         | 54,4                         | 205                 | 5,4                     | routière     |
| Abarth 595 / Abarth 500 esseesse                       | 1 368 essence 16V                        | Manuelle C510 à 5 rapports            | IHI RHF3-P à géométrie fixe      | 118 kW (160 ch) | 206 (Normal) / 230 (Sport) | 7,4                         | 43,7                         | 211                 | 5,4                     | routière     |
| Abarth 595 / Abarth 500 esseesse (automatique)         | 1 368 essence 16V                        | MTA type C510 à 5 rapports            | IHI RHF3-P à géométrie fixe      | 118 kW (160 ch) | 206 (Normal) / 230 (Sport) | 7,6                         | 50,1                         | 209                 | 5,4                     | routière     |
| Abarth 500 Da Zero a Cento                             | 1 368 essence 16V                        | Manuelle C510 à 5 rapports courts     | IHI RHF3-P à géométrie fixe      | 118 kW (160 ch) | 206 (Normal) / 230 (Sport) | 7,3                         | -                            | 211                 | 5,4                     | routière     |
| Abarth 695 / Abarth 595 50º Anniversario (automatique) | 1 368 essence 16V                        | MTA type C510 à 5 rapports            | Garrett GT 1446 à géométrie fixe | 132 kW (180 ch) | 230 (Normal) / 250 (Sport) | 6,9                         | 39,5                         | 225                 | 6,5                     | routière     |
| Abarth 695 biposto                                     | 1 368 essence 16V                        | Manuelle C510 à 5 rapports            | Garrett GT 1446 à géométrie fixe | 140 kW (190 ch) | 250                        | -                           | -                            | 230                 | -                       | routière     |
| Abarth 695 biposto (boîte à crabots)                   | 1 368 essence 16V                        | Boîte à 5 rapports à crabots en « H » | Garrett GT 1446 à géométrie fixe | 140 kW (190 ch) | 250                        | 5,9                         | -                            | 230                 | -                       | routière     |
| Abarth 500 Assetto Corse                               | 1 368 essence 16V                        | Manuelle type M32 à 6 rapports        | Garrett GT 1446 à géométrie fixe | 140 kW (190 ch) | 300                        | 5,8                         | -                            | 220                 | -                       | course       |
| Abarth 695 Assetto Corse                               | 1 368 essence 16V                        | Séquentielle Sadev à 6 rapports       | Garrett GT 1446 à géométrie fixe | 151 kW (205 ch) | 310                        | -                           | -                            | 230                 | -                       | course       |
| Abarth 695 Assetto Corse Evoluzione                    | 1 368 essence 16V                        | Séquentielle Sadev à 6 rapports       | Garrett GT 1446 à géométrie fixe | 160 kW (215 ch) | -                          | -                           | -                            | 235                 | -                       | course       |
| Abarth 500 Rally R3T                                   | 1 368 essence 16V                        | Boîte séquentielle à 6 rapports       | Garrett GT 1446 à géométrie fixe | 132 kW (180 ch) | 300                        | -                           | -                            | -                   | -                       | course       |

* Les données mentionnées se réfèrent aux résultats des essais réalisés par diverses revues automobiles.

### Production
Les Fiat 500 Abarth sont produites depuis mars 2008 dans l'usine Fiat-Tychy en Pologne avec des moteurs provenant de l'usine italienne de moteurs Fiat Mirafiori à Turin. À partir de 2011 et jusqu'en novembre 2019, l'usine FCA Toluca au Mexique a fabriqué la version américaine de la Fiat 500 Abarth. 
Aucun détail sur le nombre de voitures produites au Mexique pour les marchés Nord & Sud-américains et Asie (Etats-Unis, Canada, Mexique, Brésil, Argentine, Chine) n'ont été communiqués ni même les ventes précises dans ces pays. On connait seulement le nombre total de Fiat 500 (Fiat 500, 500 Abarth et 500e) sorties de l'usine mexicaine : 304.426 unités.
La production de la Fiat 500 Abarth dans l'usine polonaise s'est développée selon le tableau ci-dessous. Les données figurent sur les communiqués de presse de l'usine.
| Modèle          | 2008  | 2009  | 2010  | 2011  | 2012  | 2013  | 2014  | 2015   | 2016   | 2017   | 2018   | 2019   | 2020      | 2021      | 2022 | Total   |
| Fiat 500 Abarth | 5 905 | 7 884 | 8 347 | 7 572 | 7 275 | 8 512 | 9 023 | 14 972 | 17 847 | 22 350 | 26 314 | 21 015 | 15 426(*) | 16 246(*) |      | 188 688 |

## Deuxième génération (2023- )

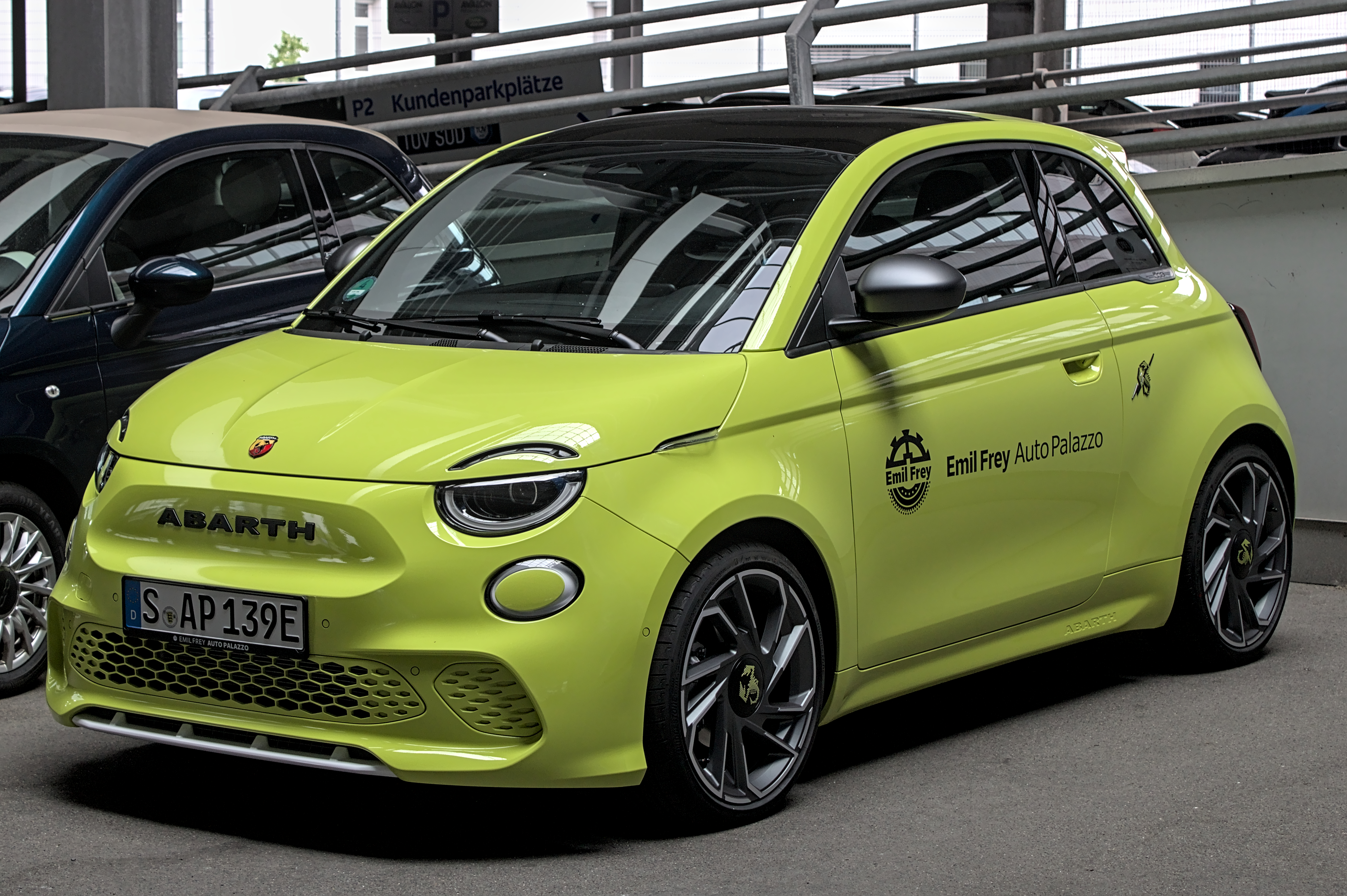
Abarth 500

La seconde génération d'Abarth 500 est électrique. Elle est présentée en novembre 2022. Les premiers exemplaires arriveront en concession en juin 2023.
Par rapport à la Fiat 500e de laquelle elle est dérivée, cette version sportive voit l'écriture "ABARTH" remplacer le logo "500" à l'avant. Le bouclier est également retouché pour apporter davantage de dynamisme. L'Abarth 500e se distingue aussi de la Fiat sur laquelle elle est basée par son becquet et son diffuseur, à l'arrière. Enfin, à l'intérieur, l'ambiance est plus sportive grâce à une finition et des sièges spécifiques.
L'Abarth électrique propose trois modes de conduite : Turismo, Scorpion Street et Scorpion Track. Pour le premier, la puissance délivrée est limitée à 136 ch (au lieu de 154 ch), et la valeur de couple est abaissée à 220 N m (au lieu de 235 N m). Le mode Scorpion Street favorise le freinage régénératif, il permet donc, comme le mode Turismo, de conduire avec une seule pédale. En revanche, le mode Scorpion Track met l'accent sur les performances.
Le 0 à 100 km/h est annoncé en 7 secondes. Le chargeur embarqué de 85 kW permet de charger la 500e à 80 % en 35 minutes.

### Séries limitées
- Scorpionissima (édition de lancement, 1 949 exemplaires)[39]